# Langage de rêve

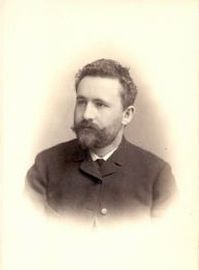
Emil Kraepelin à Tartu en Estonie (entre 1886 et 1891)

 Dans une monographie de 1906, le psychiatre allemand Emil Kraepelin a étudié les troubles du langage intérieur dans le rêve. Parmi ces troubles se trouvent des paraphasies (par exemple des néologismes), des troubles du discours, comme l'agrammatisme, et des troubles de la pensée. Ce langage fut dénommé par Kraepelin : Traumsprache (langage de rêve ; à ne pas confondre avec langage du rêve = die Sprache des Traums). Il utilisait l’analogie du rêve et de la psychose pour essayer de comprendre, par la voie du langage de rêve, les troubles du langage de ses patients schizophrènes.

## Rêve et psychose
On peut étudier les troubles du langage dans le rêve parce que le rêveur en se réveillant peut retenir non seulement le mot ou la phrase troublée, mais peut aussi se rappeler ce qu’il voulait exprimer dans le rêve, c'est-à-dire son intention (non troublée). Évidemment le rêveur peut retourner de son monde rêveur au monde réel. C’est précisément ce que le psychotique ne peut accomplir: se débarrasser de son monde psychotique pour nous expliquer la signification de ces propos troublés ; ce qui en complique l'étude.
En comparant le langage de rêve à d’autres formes de trouble de langage, comme il s'en produit chez les alcooliques, les enfants, les personnes en état de fatigue, etc., Kraepelin conclut que c’est avec les troubles de langage des patients chez qui on a diagnostiqué une démence précoce (schizophrénie) que le langage de rêve  correspond le mieux.

## De 1906 à 1926
Kraepelin nous a fourni 286 exemples de son langage de rêve (il s'agit pour la plupart de ses propres rêves) et a continué son projet de recherche du langage de rêve de 1906 à sa mort en 1926. En tout, il a noté 391 nouveaux exemples. Une édition annotée, dans l'allemand originel, paraît en 2006, 100 ans après la monographie de Kraepelin.
Cette nouvelle série de rêves commence en mai 1908, quand Kraepelin invente un néologisme Blirr-Blerr pour critiquer l’idée de scission dans le terme 'schizophrénie', introduit par Eugen Bleuler en avril 1908.
| Blirr-Blerr (mai 1908) | Psychische Krankheiten, die plötzlich (blitzschnell) hereinbrechen. Als besonders prägnante und glückliche Neubildung aufgefasst. Absicht der Frau mitzuteilen deswegen. |

De 1908 à 1918 Kraepelin ne note qu'une vingtaine de rêves. Après une crise personnelle - sorte de surmenage - en juillet 1917 Kraepelin recommence à recueillir souvent des exemples de langage de rêve.
Le langage de rêve se termine avec le rêve du 17 septembre 1926. En tout Kraepelin a  rêvé pendant plus de 40 ans pour la psychiatrie, puisque son langage de rêve commence avant 1886.

## Le code Kraepelin
Kraepelin a fait de son mieux pour reconstruire les associations intermédiaires menant du mot ou phrase non troublée au mot ou phrase troublée. Mais il ne réussit pas, en bien des cas, à donner une explication suffisante. La où Kraepelin n'a pas réussi, on peut reconstruire les termes intermédiaires, manquants encore dans une chaîne partielle d'associations.

### Kröpelin - Kraepelin

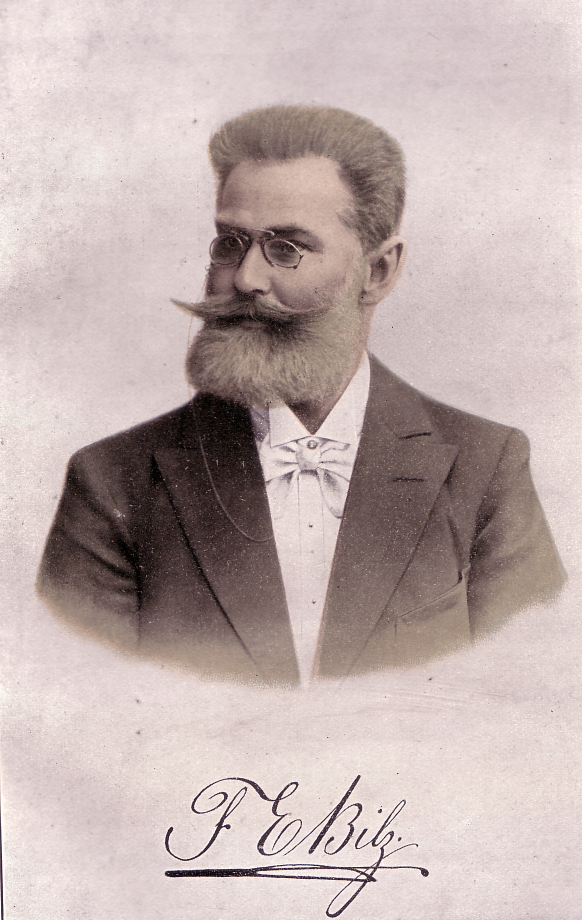
Friedrich Eduard Bilz

Dans un rêve de Kraepelin du 23 février 1923 un voyage à destination de Rostock aboutit à Milz. Utilisant l'autobiographie de Kraepelin (1983), on peut reconstruire dans la chaine qui mène de Rostock (destination intentionnée) vers Milz (destination troublée) deux termes intermédiaires, encore manquants. Bilz ci-dessous est déjà donné par Kraepelin et sa chaine incomplète est:
Rostock - ? - ? - Bilz - Milz
avec deux termes intermédiaires (voir la discussion ci-dessous) on obtient 
Rostock - Kröpelin - Kraepelin - Bilz - Milz
Kraepelin lie dans son autobiographie la ville de Rostock avec la petite ville de Kröpelin. Comme F.E.Bilz, premier producteur de la boisson Sinalco, c'est-à-dire sine alcohole, Kraepelin pratiquait l'abstinence de l'alcool. Son nom était lié en Allemagne à l'abstinence. 
Kröpelin est un mot de code, c'est-à-dire un mot qui gouverne, qui dirige l'association, comme on le voit ci-dessus. Le code Kraepelin consiste en des mots s'associant par sonorité avec la clé, le nom Kraepelin.

### Émile Zola
Pas seulement le nom Kraepelin mais aussi le prénom Emil forme une clé pour comprendre quelques rêves.
Dans le rêve no. 107 de la monographie Kraepelin crée le néologisme Nanahatte comme un mot estonien. Kraepelin avait appris cette langue pendant son séjour à Dorpat en Estonie de 1886 à 1891. Ce qui est estonien dans le néologisme est le mot hatt signifiant 'prostituée.'  Nana est l'héroïne d'un roman de Zola. Elle était prostituée. Le néologisme entier se réfère au mot allemand Nutte, prostituée. Ce mot mène à une élaboration avancée du rêve.

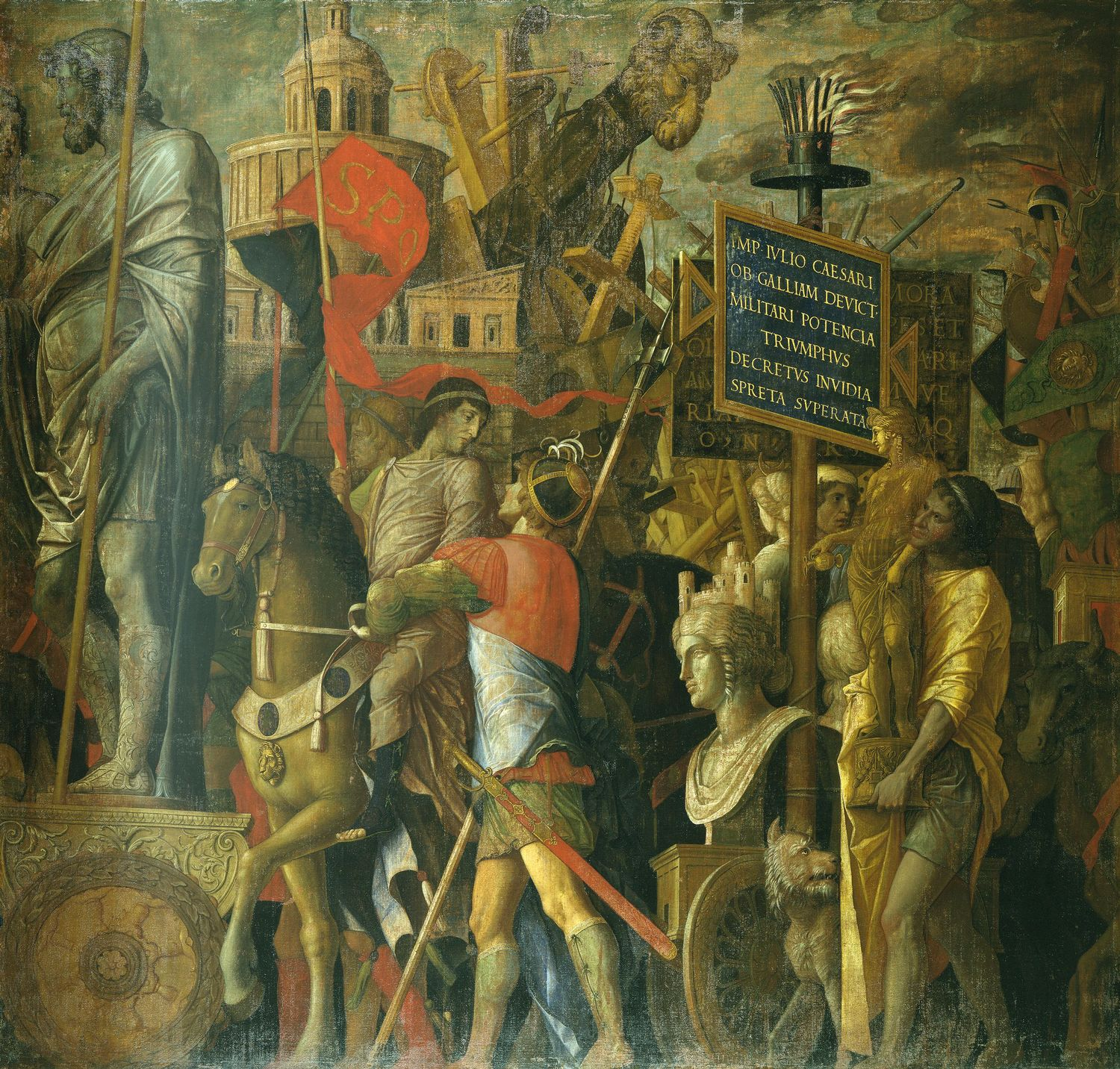
Les Triomphes de César, tableau II avec le mot devict

Dans un autre rêve, du 5 juin 1908, Kraepelin produit une phrase :
devicit cunitere vixta
C'est du pseudo-latin comme il l'explique, ne donnant aucun autre renseignement.
Mais devicit (ou devict) figure sur un tableau de Mantegna que Kraepelin a vu lors de sa visite à Londres en 1890.
Le 4 juin 1908 (donc un jour avant le rêve d'Emil Kraepelin) la dépouille mortelle d'Émile Zola était transférée au Panthéon (Paris) et placée dans la crypte de Victor Hugo. Ce contexte suffit pour pouvoir traduire (c'est-à-dire donner l'intention du rêve) de la phrase étrange d'Emil Kraepelin, voulant aussi devenir immortel. La phrase signifie en allemand : 
Zola gen (= gegen) Panthéon
signifiant en français
Zola vers le Panthéon
les chaînes de Zola et Panthéon vers devicit et vixta sont:
| Zola     | Zéla   | veni, vidi, vici | devicit |
| Panthéon | Paneth | non vixit        | vixta   |

Les composantes du néologisme 'cunitere' sont liées à Émile (Zola) et (Pan)théon par le schéma ci-dessous:
| cu     | Kuh | lehm | Émilie Lehmann |
| nitere | ntr | dieu | Pan-theon      |

### Les deux Émilie
Le nom d'Emil est aussi décelable dans le rêve 192 de la monographie. Kraepelin rêve d'une clé, dont Charlotte von Stein, vivant à Weimar, aurait accouché. Charlotte von Stein avait écrit un drame die zwey Emilien (les deux Émilie), et on note, que le nom d'Émilie était deux fois présent dans la famille de Kraepelin : sa mère et une sœur portaient ce nom. La sœur Émilie n'a vécu qu'un an (de 1852 à 1853) et était déjà décédée quand Emil Kraepelin naquit. Emil a donc hérité d'un nom d'une sœur morte.

### La petite Emilie et l'impératrice Eugénie

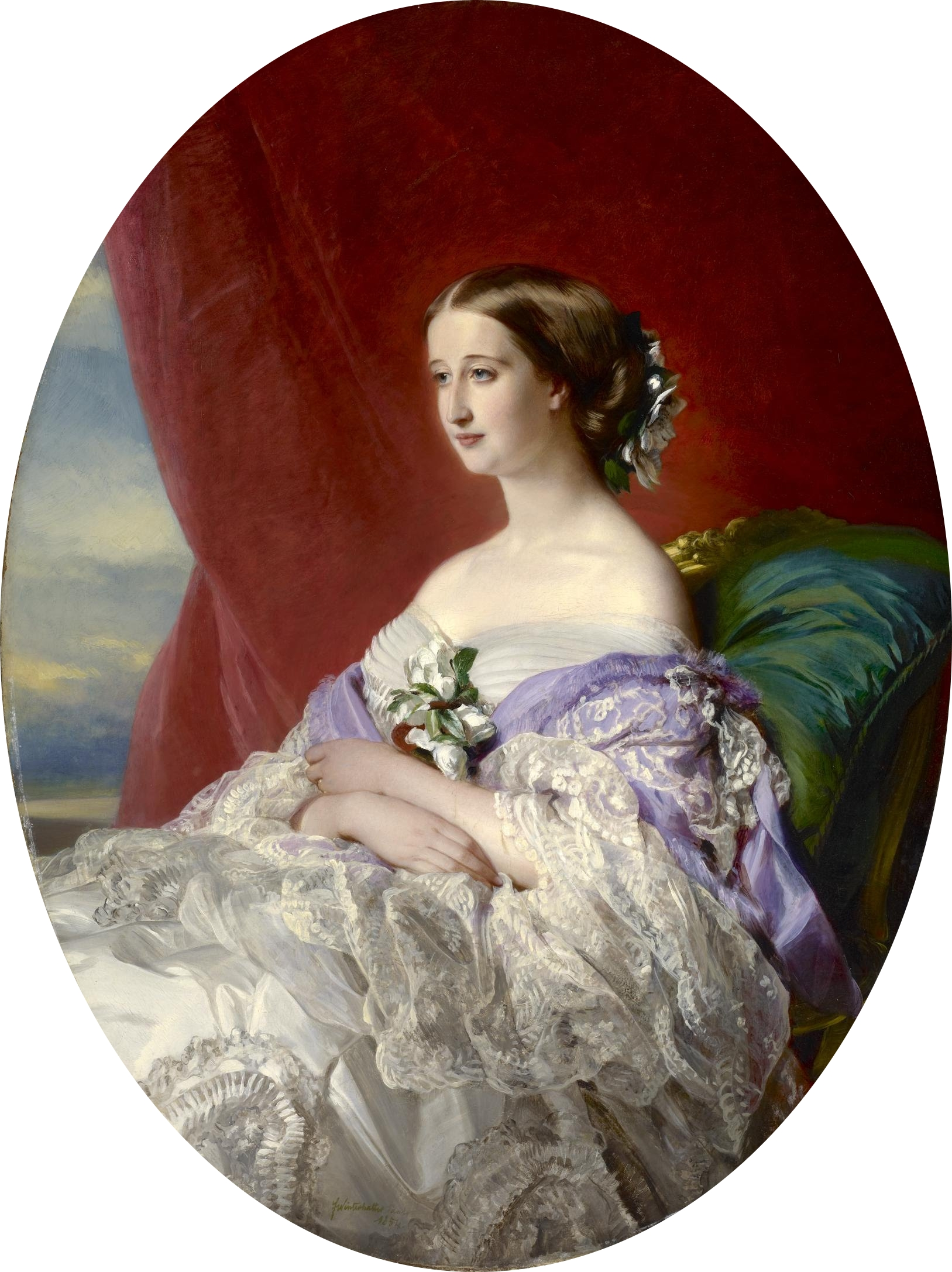
L'impératrice Eugénie.

Le 11 juillet 1920 l'impératrice Eugénie mourut à Madrid. Cet évènement fut sans aucun doute mentionné dans la presse allemande avec la défaite de Sedan en 1870 et la fuite d'Eugénie vers l'Angleterre. Cette défaite et l'emprisonnement de Napoléon III ont provoqué le 2 septembre 1870 la première ivresse du psychiatre, comme le futur lutteur pour l'abstinence l'admet avec gêne dans son autobiographie.
La date de mort de l'impératrice peut rappeler à Kraepelin la mort de la petite Émilie, le 11 juillet 1853. L'exemple de langage de rêve, noté le 15 juillet 1920 (c'est l'anniversaire de son épouse Ina Schwabe), peut témoigner de l'influence indirecte du décès d'Eugénie sur le psychiatre. Le rêve du 15 juillet 1920 est donc encore un rêve important.
D'ailleurs dans une lettre envoyée à sa copine Ina et datée le 14 juillet 1880 Kraepelin commémore un fait important dans sa vie émotionelle: le début de leur relation par la première prise de la main d'Ina le 12 juillet 1873, c'est-à-dire 20 ans après la mort de la petite Émilie. Kraepelin espère avoir trouvé dans Ina la femme qui le comprend (versteht). La liaison avec le langage de rêve se trouve dans l'unique exemple (no 188) sur la ville de Madrid: quelqu'un y dit versteht ke unterscheiden.

### La découverte de Toni Kraepelin
Le 24 juillet 1920, donc deux semaines après la mort d'Eugénie, Toni Kraepelin, psychiatre, fille aînée de Kraepelin et parfaitement au courant du langage de rêve de son père, rêve du prénom Emil. Elle produit deux néologismes similaires, un de type français : sémil (se terminant en émil) et un de type anglais : semile (se terminant en emile). Le dernier semile sonne comme un néologisme allemand : simeil, selon Toni. Évidemment, c'est le mot anglais seamile, qui sonne comme "l'allemand" simeil. Seamile (=mille marin) évoque par la mesure de 1 852 mètres l'année de naissance 1852 d'Émilie Kraepelin, sœur aînée d'Emil. Donc, d'après Toni, le nom Emil est lié avec cette Émilie.

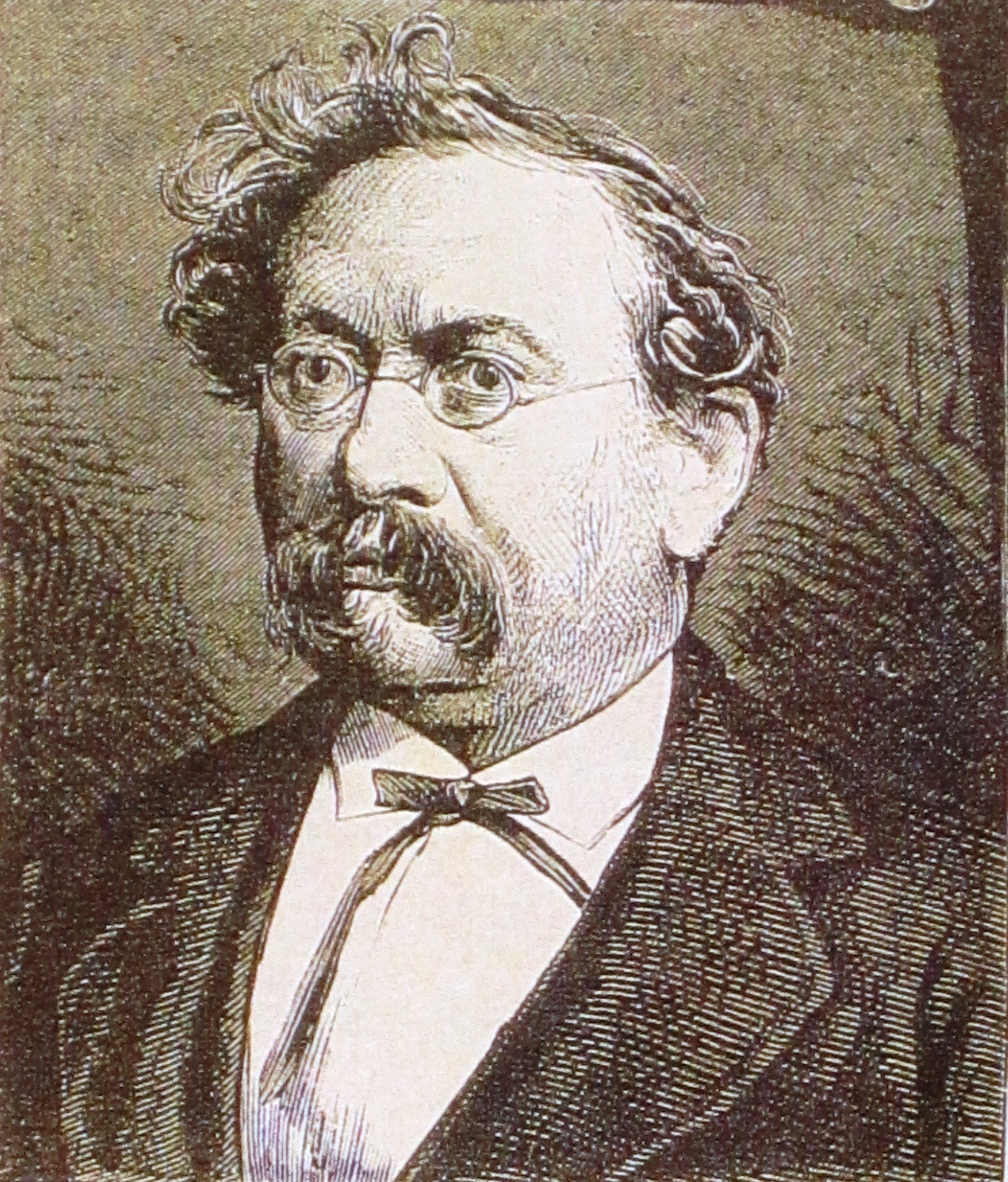
Karl Wilhelm Kraepelin (1817-1882)

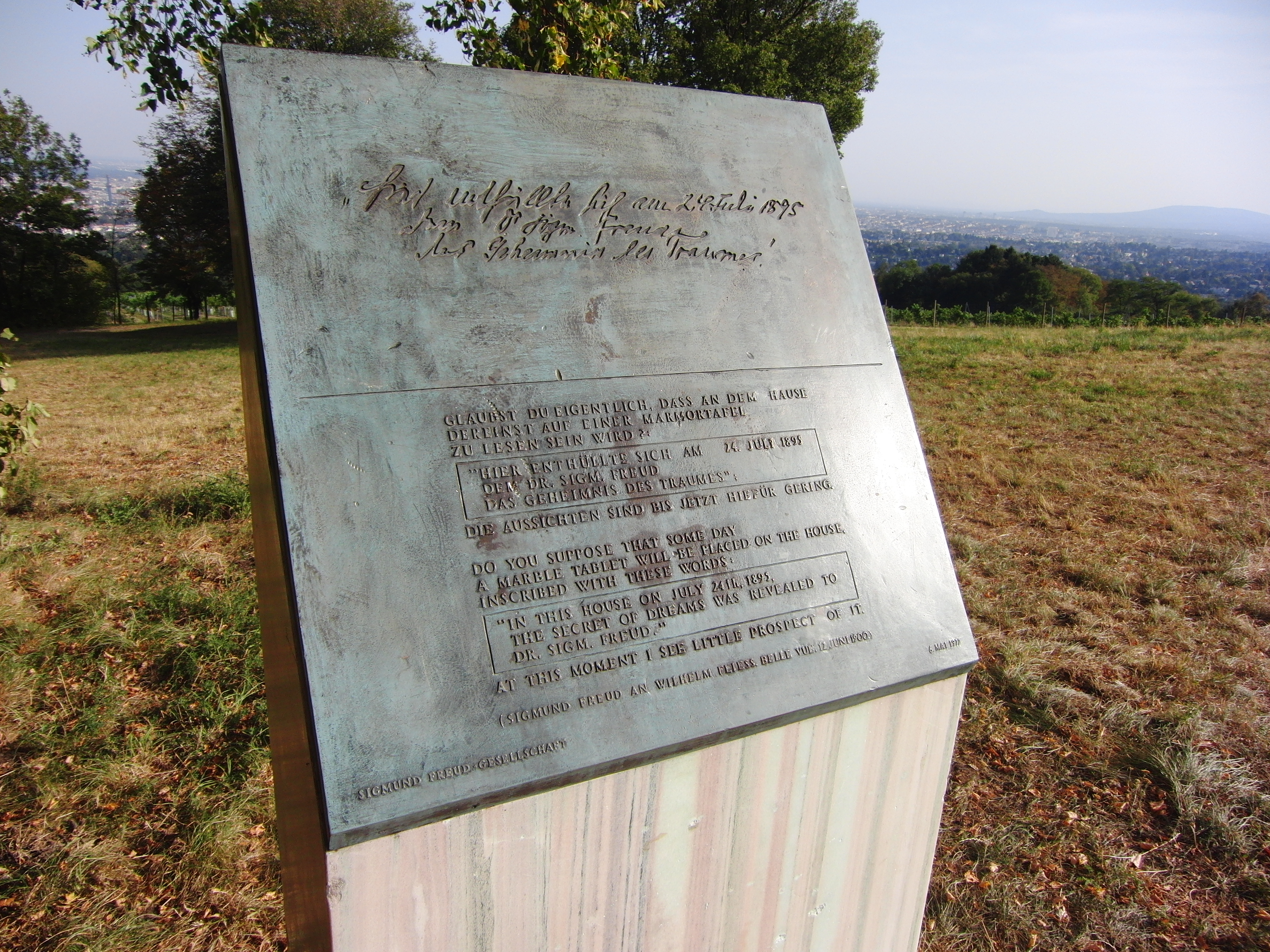
Plaque commémorative du lieu, près de Grinzing où « le 24 juillet 1895, le mystère du rêve fut révélé au Dr Sigmund Freud » (rêve de l'injection faite à Irma).

La découverte de Toni tombe exactement 25 ans après le rêve de l'injection faite à Irma de Freud, qui a choisi ce rêve pour montrer comment opère sa méthode d'analyse de rêve dans le deuxième chapitre de l'Interprétation du rêve. 
Dans une de ces associations Freud fait allusion au père d'Emil Kraepelin en mentionnant le nom Bräsig, figure principale dans le roman Ut mine Stromtid de Fritz Reuter. C'est grâce à Karl Wilhelm Kraepelin, le père d'Emil, que les livres de Reuter ont obtenu une grande renommée dans le nord de l'Allemagne.
Dans la monographie Kraepelin n'a aucune fois mentionné Die Traumdeutung de Freud. Par contre, dans un exemple de langage de rêve figure (p. 104) le nom de la petite village Trafoi dans le nord de l'Italie. Kraepelin ainsi se moqua de l'analyse par Freud de l'oubli du nom Signorelli dans la Psychopathologie de la vie quotidienne. Dans cette analyse Trafoi était un nom propre important.

### Les trois Émilie

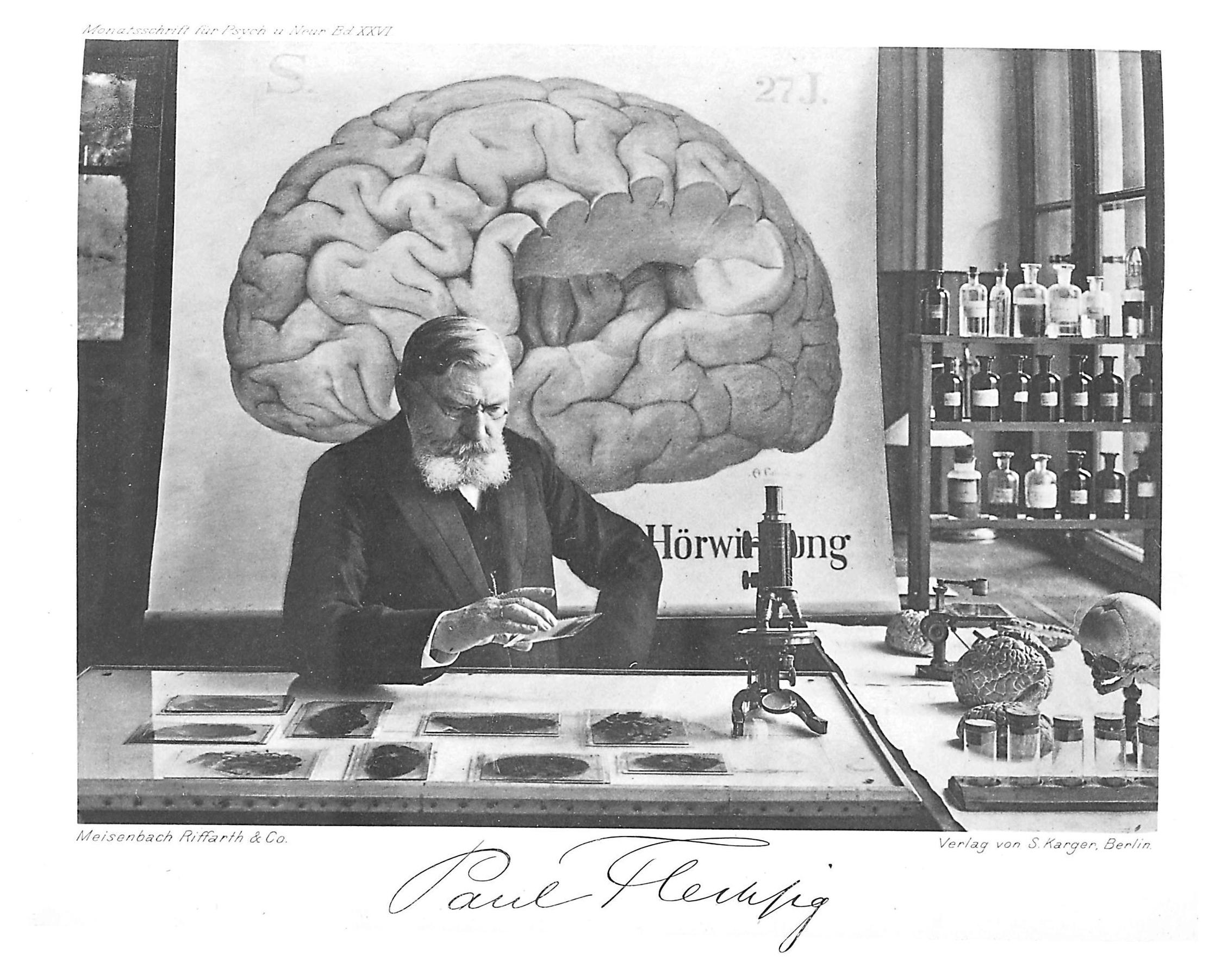
Paul Flechsig dans son laboratoire à Leipzig

En juin 1882 Kraepelin rencontre trois Émilie. Il est à Ellrich dans le Harz chez son frère aîné le plus agé  Otto. Là se trouvent aussi sa mère Émilie, sa belle-sœur Émilie et la petite Émilie, fille d'Otto et Émilie. Cette rencontre à Ellrich a lieu pendant une crise professionnelle de Kraepelin. Il vient d'être renvoyé par Paul Flechsig, son chef à la clinique de psychiatrie de Leipzig. Dans la lettre de Kraepelin du 24 juin 1882 on trouve cette phrase: Heute Nachmittag will ich nach Leipzig zurückkehren, um meine Angelegenheit persönlich betreiben zu können; ich fühle mich wie von einem Alp [=Alptraum, cauchemar] erlöst, dass ich mit Flechsig nichts mehr zu thun habe. Kraepelin veut retourner d'Ellrich à Leipzig afin de régler son affaire, c'est-à- dire d'obtenir son habilitation universitaire et de devenir Privatdozent.
Ellrich et les Émilie - en particulier la petite Émilie, homonyme d'une autre petite Émilie, morte en 1853 - ont confronté Kraepelin avec son prénom, la clé primordiale de son langage de rêve.
Le séjour en juin 1882 à Ellrich, pendant la crise, pourrait donc marquer le début du langage de rêve.

### La bataille des Nations à Leipzig (rêve 189)
Ni le nom Flechsig, ni les villes de Leipzig ou d'Ellrich apparaissent dans le langage de rêve. Mais une tournure de la phrase concernant Flechsig figure une seule fois dans la monographie: les deux mots 'will ich' dans le langage de rêve 189: In Bullrich will ich stehen, wie ich zuletzt besessen mein Mütterchen. On note aussitôt la rime des noms propres Bullrich (rêve) et Ellrich (lettre).

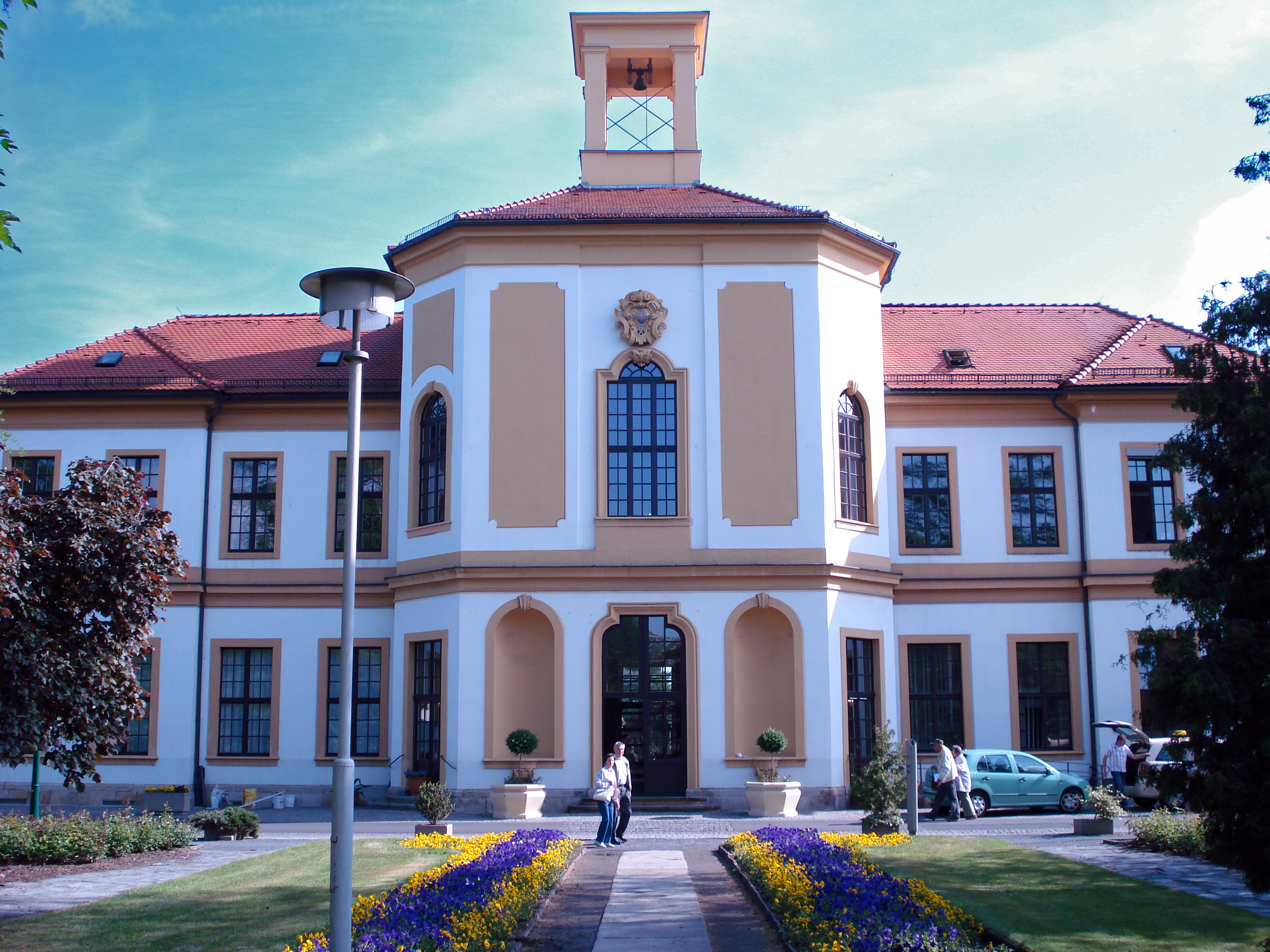
le palais Marcolini à Dresde où Napoleon et Mettenich se sont recontrés

Dans le rêve - sur une bataille - les Autrichiens ont changé de camp et doivent maintenant se battre contre leurs anciens alliés les Français. C'est ce qui se passa juste avant la bataille des Nations à Leipzig en 1813. Metternich avait joint le camp des alliés après l'entretien avec Napoleon à Dresde le 26 juin 1813.
Kraepelin aussi a changé de camp: autrefois collaborateur de Flechsig, après juin 1882 il doit se battre contre son ancien chef Flechsig. Le rêve 189 est amplement discuté dans la monographie, mais les correspondences internes In Bullrich ... Im Kampfe et mein Mütterchen ... mein Lehrmeister ne sont pas eclairées. Une fois ces correspondences internes comprises, la correspondence entre le rêve 189 et la lettre du 24 juin 1882 peut être étudiée en détail.

### De l'aphasie de Zacharie à l'onirophasie chantée

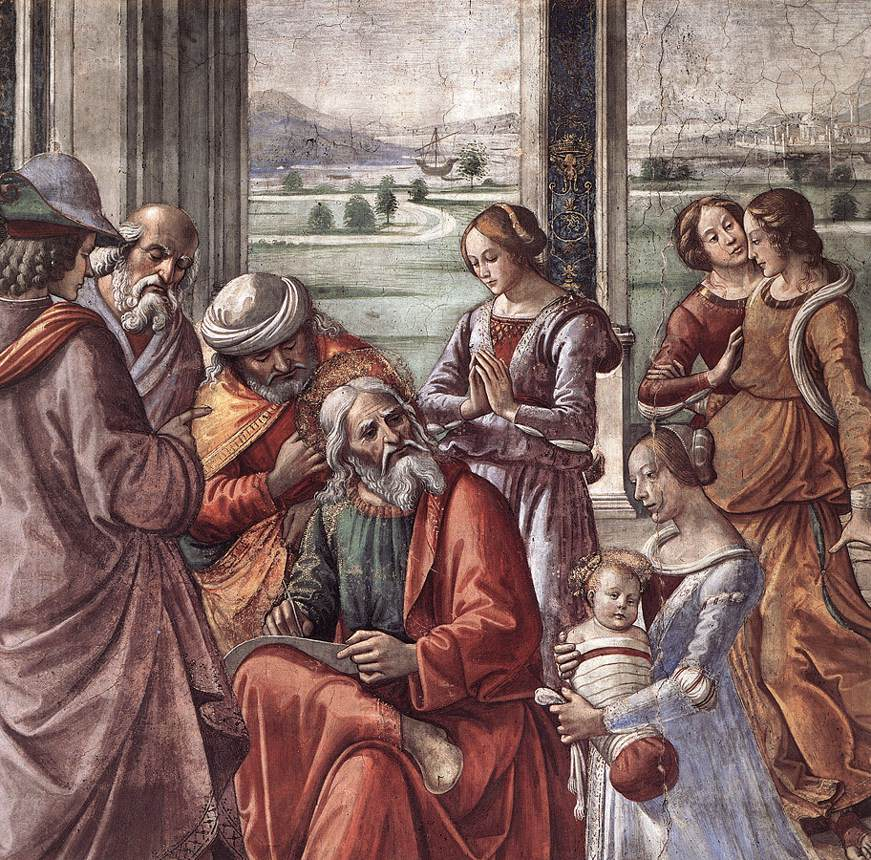
Zacharie écrivant le nom de son fils par Domenico Ghirlandaio, à la chapelle Tornabuoni.

Kraepelin continue son récit avec la phrase: In 8 Tage kommt Carl. Carl, un autre frère ainé, viendra le premier juillet de Hambourg à Leipzig pour un entraînement comme premier lieutenant dans l'armée. On trouve dans cette phrase une allusion au domaine militaire.
Par hasard la lettre du 24 juin 1882 est écrite le jour où l'on commémore la naissance de Saint Jean le Baptiste. Au huitième jour de sa vie ce nouveau-né recevait son nom. Son père Zacharie, ne pouvant pas parler en raison d'une aphasie infligée par Dieu, demandait une tablette pour y écrire le nom Jean. Aussitôt il regagna la parole, perdit son aphasie et chanta en reconnaissance: le Benedictus.
Zacharie, en allemand Zacharias, est un nom bien connu des deux frères Emil et Carl. Ils ont entendu déclamer pour la dernière fois leur père Karl Wilhelm Kraepelin de Ut mine Stromtid, livre de Fritz Reuter, dans lequel Zacharias Bräsig est le protagoniste. Quoique Karl Wilhelm est devenu 'aphasique' pour les deux frères après novembre 1876, son 'lieutenant' Carl parlera au premier juillet avec Emil. L'association du chant Benedictus avec le militaire Carl produira l'onirophasie (=Traumsprache en grec) chantée du rêve 189.
La date décisive de la victoire des alliés sur Napoléon est le 18 octobre 1813. Le 18 octobre, on commémore l'évangéliste Luc qui a raconté l'histoire de Zacharie et la fin de son aphasie.

### La fin du langage de rêve
Le langage de rêve se termine trois semaines avant la mort de Kraepelin avec un rêve, noté le 17 septembre 1926, concernant sa fille Ina, la seule de ses quatre filles qui alors n'est pas mariée et qui ne se mariera jamais. Ina gardera donc le nom Kraepelin.

La croix rouge, fondée après la bataille de Solférino

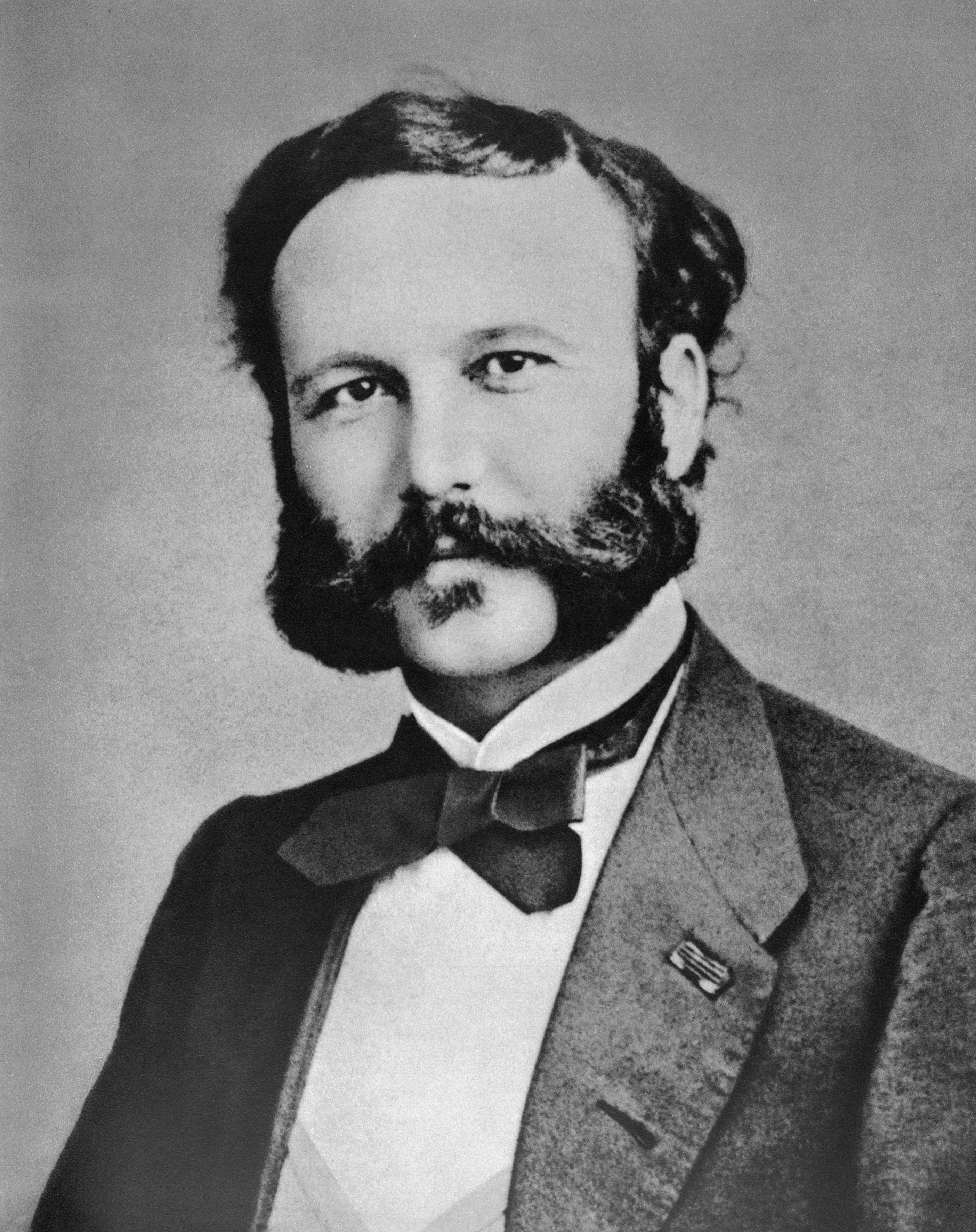
Henry Dunant a écrit Un souvenir de Solferino

Ina était infirmière à la Croix Rouge de la Bavière et stationnée à Charleville pendant la fin de la Grande Guerre. On dispose d'une lettre du psychiatre envoyée à sa fille au front le 21 décembre 1917. Dans cette lettre il annonce que Rudolf Franke va bientôt venir à Charleville. Cet homme est mort pendant la Grande Guerre. Dans un échantillon de langage de rêve du 10 septembre 1919 Kraepelin dit à sa fille Ina: Das weisst Du doch selbst, dass es Dir an Blumenranken fehlt. Les Blumenranken remplacent Rudolf Franke, comme le montre une simple substitution: Rudolf Franke = Rolf Franke - Rolffranke - Florranke - Blumenranke.
Le mot selbst, indiquant Ina en septembre 1919, revient dans l'avant-dernier (Selbstzünder= détonateur automatique) et le dernier rêve (selbst aussuchen) de Kraepelin. Le mot Zünder (détonateur) est une allusion à la guerre mais cache aussi un nom Düntzer. Heinrich Düntzer a écrit une biographie sur Charlotte von Stein, dans laquelle il mentionne son œuvre Les deux Émilie. 
Si la fin du langage de rêve est marqué par une infirmière de la Croix Rouge, le début du langage de rêve renvoie aussi à la Croix Rouge. La lettre du 24 juin 1882 provoque le rêve 189 sur la bataille des Nations. Mais la date 24 juin 1882 rappelle aussi la bataille de Solferino en 1859, il y a 23 ans. Pour Kraepelin '23 ans' est lié au thème de l'immortalité. Dans une lettre du 5 septembre  1880 il cite du drame Don Carlos de Friedrich Schiller: "23 Jahre und nichts für die Unsterblichkeit gethan."

### 23 ans après 1882

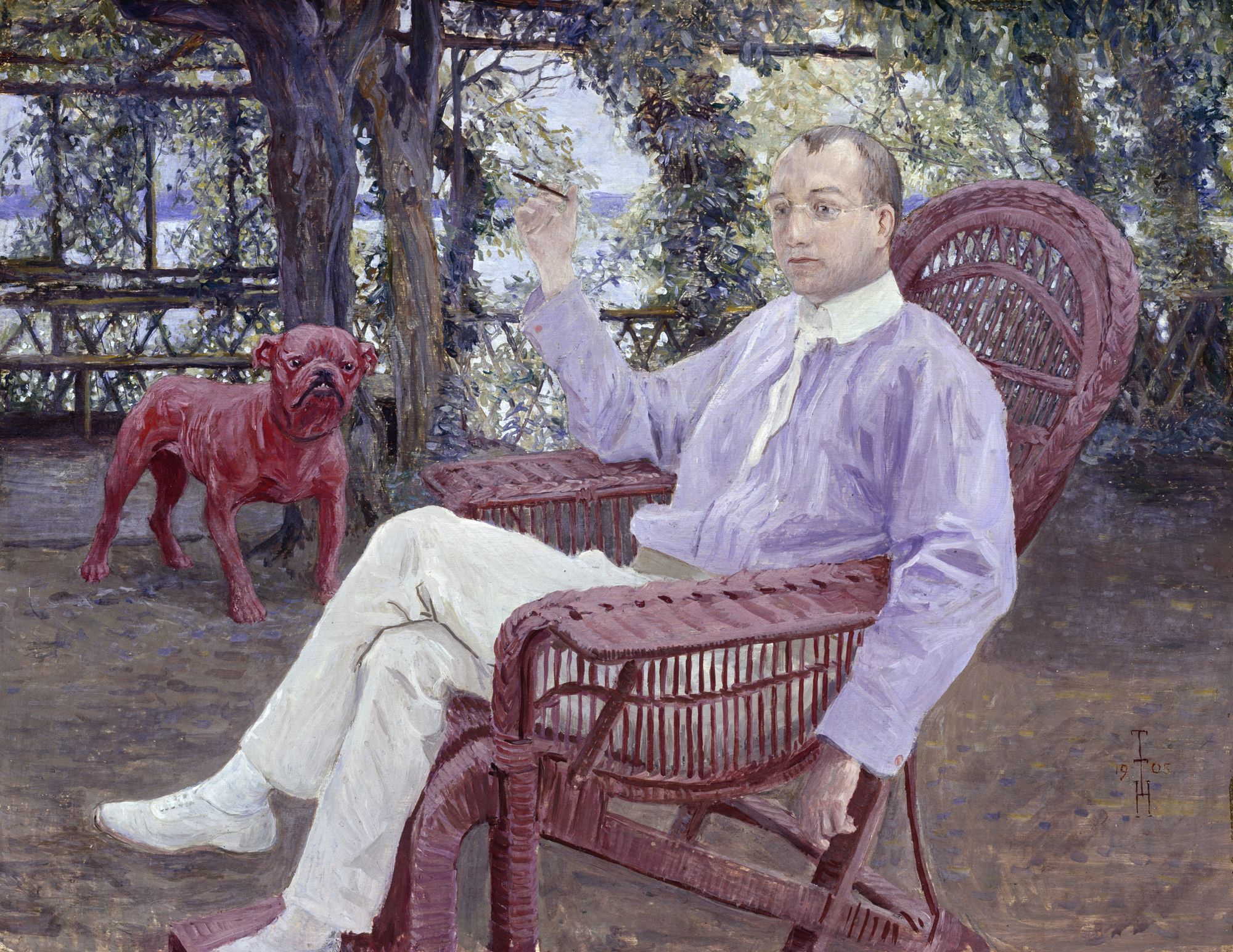
L'Éditeur munichois Albert Langen dans son jardin (huile sur toile, 1905, peint par Heine). Le bouledogue à l'arrière-plan est le symbole du Simplicissimus.

23 ans après la crise de juin 1882, Kraepelin est professeur de psychiatrie à l'université de Munich. Alors, à la fin de juin 1905, donc 23 ans après le séjour à Ellrich et le début du langage de rêve (rêve 189 sur Bullrich), dans le Simplicissimus, revue célèbre éditée à Munich par Albert Langen, une série de dessins et poèmes de Thomas Theodor Heine est publiée sous le titre Die grosse Fleischnot.
Le mot Fleischnot figure une seule fois dans le langage de rêve, dans le rêve 118 sur Don Carlos. C'est dans le deuxième semestre de 1905 que Kraepelin commencera son travail à la monographie. Une lettre du 19 novembre 1905 à son frère Carl, qui joua un rôle dans le début du langage de rêve, commence avec les mots:  Eigentlich sollte ich an meiner Traumarbeit weiter schaffen, die mir schwer auf der Seele liegt.

### La méthode: une cryptanalyse
Les analyses de Kraepelin dans sa monographie manquent de précision. Quand il lie dans le rêve 51 le mot duce à sa signification 2 par le mot espagnol doce(=12), il constate lui-même l'écart entre 12 et 2 sans pourtant parvenir à trouver le terme intermédiare anglais deuce (=2 sur un dé). La deuxième série de rêves n'est pas du tout analysé par Kraepelin.
C'est pour cette raison  qu'une nouvelle méthode a été développée afin de reconstruire les chaînes associatives. Les écrits de Kraepelin, comme son autobiographie, ses lettres (publiées à partir de 2000) et son manuel de psychiatrie constituent la première source pour trouver des associations. D'autres sources, purement linguistiques, sont des listes de synonymes, aussi dans des langues étrangères connues par lui. Par exemple, dans le rêve du 13 novembre 1916 on peut intercaler trois mots en trois différentes langues (l'italien, l'estonien et l'anglais) entre les mots Apfel et sechs, donnés par Kraepelin. C'est l'estonien male pour l'anglais chess qui permet de fermer la chaîne: Apfel = mela - male = chess - sechs. Dans la reconstruction, des hyponymes et des hypernymes sont exclus, parce qu'ils engendrent une association imprécise. Enfin, des associations de sons tel que deuce-duce, Zola-Zela et Panthéon-Paneth sont admises. Le but de cette méthode est d'arriver à des chaînes s'ajustant exactement entre les deux extrémités, déjà données par Kraepelin. L'exemple devicit cunitere vixta montre que la méthode permet de reconstruire des chaînes dans des cas complexes.

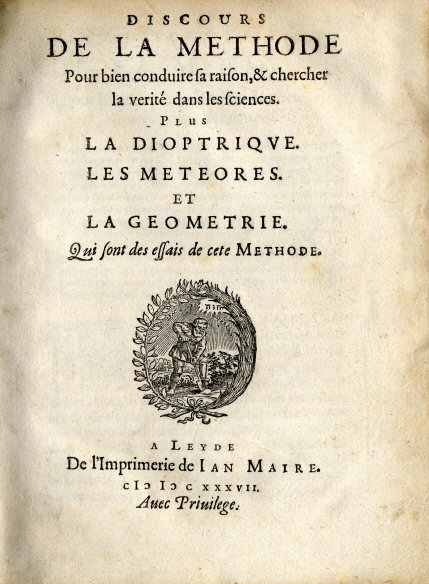

Pour arriver au code Kraepelin, les rêves ont été analysés dans l'ordre préscrit par les quatre préceptes dans Discours de la méthode de Descartes. On constate ce qui est évident (par exemple: l'association Kröpelin-Kraepelin dans le rêve mentionné ci-dessus). On divise les problèmes en parties et commence par le plus simple (dans le rêve 51 le problème duce=2 est plus simple que le problème tripap=3). Enfin, on les passe en revue pour déterminer des mots de code, qui sont les éléments inducteurs des processus associatifs. Des groupes de ces éléments peuvent se résumer en un mot clé, comme Kraepelin ou Emil. Par exemple, un mot de code dans le rêve 51 est crap, en référence au début du nom de Kraepelin et renvoyant au trois nombres 2, 3 et 12 dans le rêve.
Le mot de code crap (maintenant signifiant nonsense) joue aussi un rôle dans le rêve 107.
Puisque la méthode développée pour l'analyse du langage de rêve vise à déterminer le code, on peut parler d'une cryptanalyse. La méthode est aussi applicable dans des cas où on dispose des deux extrémités d'une chaîne, comme dans le cas du langage martien (voir plus loin). Un exemple de langage de rêve de Roman Jakobson se prête aussi à une cryptanalyse.

## Langage de rêve de Toni Kraepelin

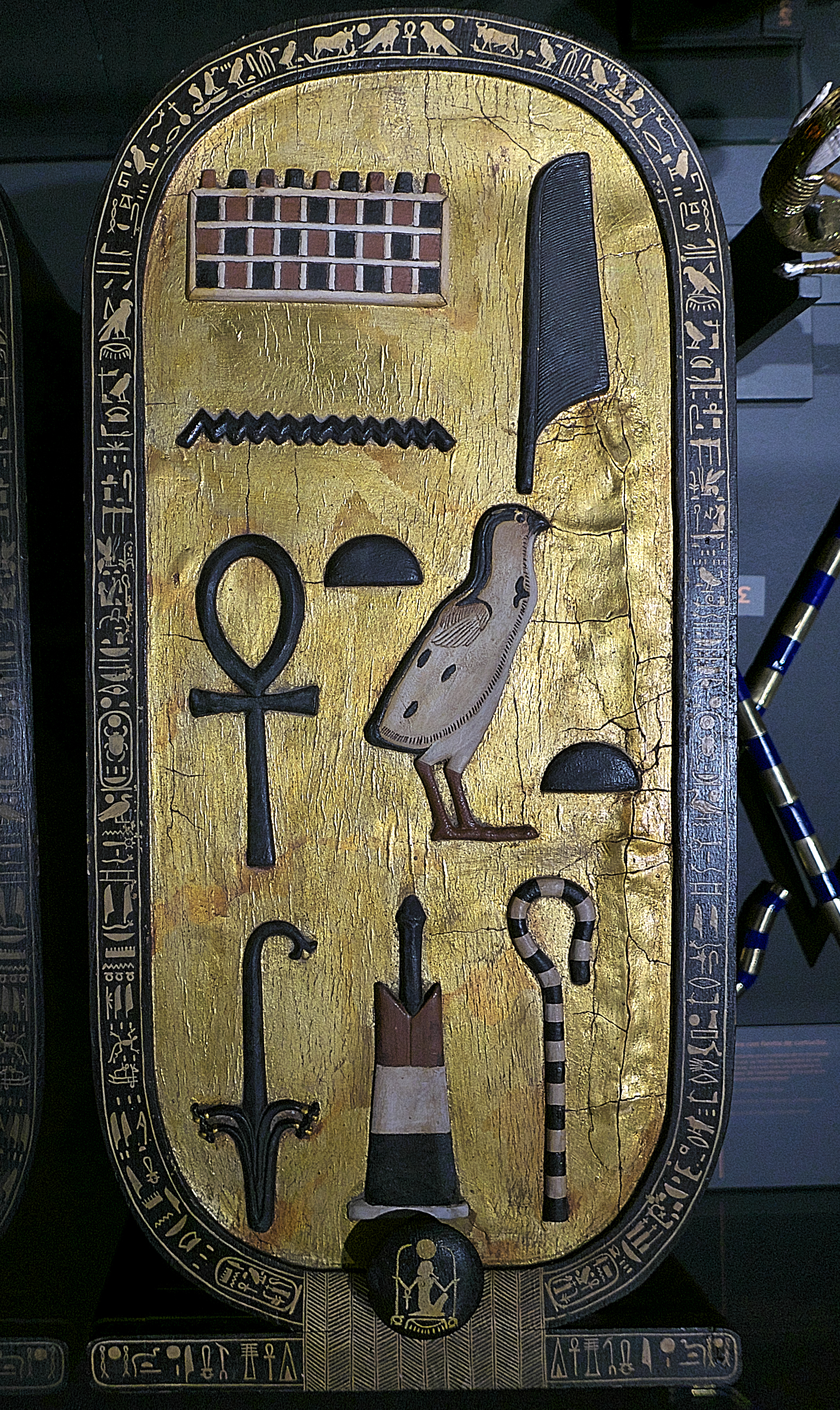
le nom de Toutânkhamon sur un cofre en bois

Toni a apporté quelques exemples au corpus du langage de rêve: en 1915 (l'année de son mariage avec K.F. Schmidt), en juin 1917 (le mois de l'ouverture de l'Institut de Recherche Psychiatrique (le DFA), l'actuel Institut Max Planck pour la Psychiatrie), en 1919, en juillet 1920 (voir ci-dessus) et en février 1923. Le 17 février 1923 Emil et Toni notent tous les deux un rêve. Ce jour-là, en Égypte dans la Vallée des Rois, la chambre funéraire de Toutânkhamon était ouverte en présence de Howard Carter, Lord Carnarvon et sa fille, et la reine belge Élisabeth.

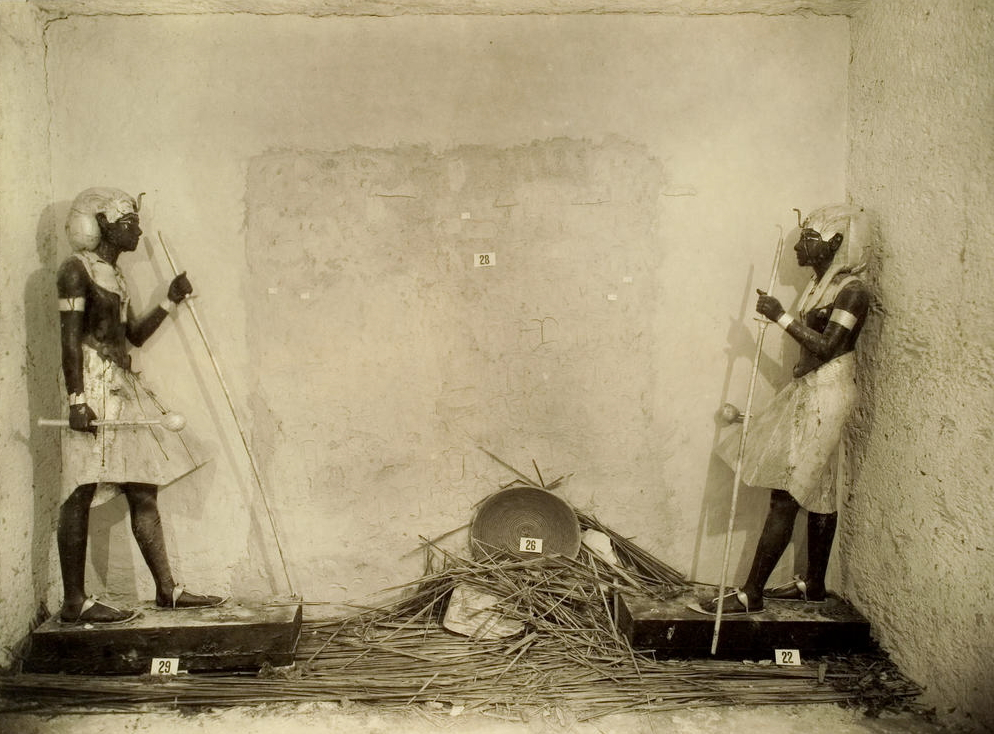
Statues noires royales (statues Ka) encadrant un mur qui porte les traces d'une porte scellée menant à la chambre funéraire

Les invités prenaient place dans l'antichambre dans laquelle ne restaient que deux statues Ka, flanquant l'entrée vers la chambre funéraire avec le sarcophage.
Le mot Ka, dans plusieurs sens, est un mot de code du langage de rêve, indiquant le début du nom Kraepelin. En ancien égyptien, Ka signifie force vitale. Ce Ka jouera un rôle dans le langage de rêve d'Emil du 13 août 1923.
Le langage de rêve d'Emil en février commence avec Jede Macht, c'est-à-dire: 'Toute puissance'.
'Puissance' en hiéroglyphes transcribés, c'est kaou, le pluriel de Ka.
Toni réve d'un repas (Essen). Mariée en 1915, elle s'appelait désormais Schmidt-Kraepelin, en initiales S.K., sonnant comme le latin esca signifiant Essen.

## Langage de rêve d'Eva Kraepelin
En juin 1917 la deuxième fille Eva, de Kraepelin, produit, dans un rêve sur l'après-guerre, un exemple de langage de rêve, qui commence par: Wenn die Arbeiter. 

Une tranchée en 1916 (région de la Somme)

Les rêves précédents de Toni (en 1915) et Emil (en novembre 1916, sur la guerre des tranchées) ont un mot en commun: eigentlich. Le mot eigentlich forme la liaison avec le début du langage de rêve d'Eva, parce que wenn apparait dans la signification de eigentlich (= proprement dit): wenn man es recht bedenkt/ wenn man so will/ wenn Sie es wollen. 
Ce mot eigentlich figure aussi dans deux lettres d'Emil qui marquent son travail sur le langage de rêve et l'importance de l'immortalité pour Kraepelin:
- lettre du 19.XI.1905 (à son frère Carl Kraepelin): Eigentlich sollte ich an meiner Traumarbeit weiter schaffen, die mir schwer auf der Seele liegt.
- lettre du 5.IX.1880 (à Ina Schwabe, sa future épouse): Eigentlich sollte ich heute arbeiten, denn ich habe so gut wie gar nichts im Laufe des Tages für die Unsterblichkeit gethan.

Ces lettres (avec Arbeit et arbeiten) étaient encore en possession de la famille en 1917.
Le rêve d'Eva dépend donc du contexte préalable des rêves de Toni et Emil. Toni réagit aussitôt au rêve d'Eva, le même mois juin 1917, par un autre exemple. Assez étonnant, ces deux filles par leurs rêves indiquent à leur père qu'il y a un autre domaine intéressant de la psychiatrie, qui n'est pas du tout mentionné dans le discours 100 Jahre Psychiatrie prononcé par Emil Kraepelin le 10 juin 1917. À partir du nouvel an 1918, après une période de maladie avec des
symptômes intestinaux en juillet 1917, Kraepelin recommence à recueillir à grande échelle des exemples de langage de rêve, jusqu'à la fin de sa vie en octobre 1926.
Eva est née le 5 février 1892, 40 ans (+ 1 jour) après la petite Émilie, et rappelle chaque jour à Emil son homonyme.

## Langage de rêve d'Ina Schwabe
En 1920, Kraepelin s'exprima avec fermeté sur le langage de rêve:
dass die Traumsprache ... in allen Einzelheiten der schizophrenen Sprachverwirrtheit entspricht
À la fin de cette année, son épouse Ina Schwabe contribua un exemple au deuxième corpus du langage de rêve; ce qu'elle répéta le 11 février 1924. Cet dernier exemple porte la remarque ausgewertet  (évalué), sans qu'il soit spécifié jusqu'à quel point et par qui cette évaluation est menée. C'est l'unique rêve accompagné d'une telle remarque.
Le langage de rêve ein kleiner Krockillkopf signifie Alligatorkopf. Évidemment le néologisme Krockill est composé de Krokodil et un mot ou un nom M.

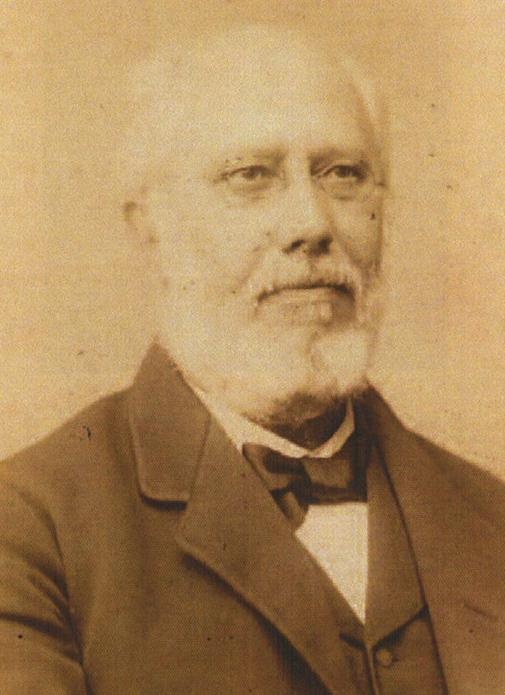
Joseph Delboeuf, mathématicien, philosophe et psychologue

M est facil à trouver. Krockill par une métathèse devient Kockrill et Google suggère alors Cockerill, un nom propre très connu dans la région de Liège. Il ne reste qu'une question: pourquoi Krokodil et Cockerill fusionnent-ils?
Le début 'Krok' de Krokodil contient l'allemand Kork (= liège) et ainsi indique la ville de Liège. 'Krokodil' finit par le nom Odil, nom allemand de la patronne de l'Alsace Sainte Odile avec jour de fête le 13 decembre, date du premier rêve d'Ina en 1920. En 1920, du 3 au 11 juillet, 100000 pèlerins ont commémoré au mont Sainte Odile la mort d'Odile en 720. Par hasard, les festivités se terminaient donc au jour de mort de l'impératrice Eugénie à Madrid. Eugénie d'Alsace, la seconde abbesse de Hohenburg, était la nièce de Sainte Odile de Hohenburg.
Un psychologue renommé dans la ville de Liège était Joseph Delboeuf, qui en 1885 dans Le sommeil et les rêves a formulé la théorie des clichés pour le langage de rêve. Delboeuf a aussi écrit un article The psychology of lizards. Le mot 'Alligator', qu'on trouve dans le rêve d'Ina, vient de l'espagnol el lagarto, signifiant 'lézard'. Delboeuf est mort le 13 août 1896. Hanna, la fille cadette d'Emil et Ina, est née ce jour.
Par ce rêve Ina a en vain essayé d'inciter son mari à reprendre son travail psychologique. En 1924, Kraepelin, libéré de ses taches de professeur de psychiatrie, aurait eu le temps de se vouer à son sujet préféré.

## Langage de rêve d'un anonyme
Même si le rêveur est anonyme, il est possible de procéder à une cryptanalyse du langage de rêve. Le seul texte sans indication du rêveur est l'exemple du 10 novembre 1923. Le rêve - sur des bruits incontrôlables - est noté au lendemain du Putsch de la Brasserie à Munich.

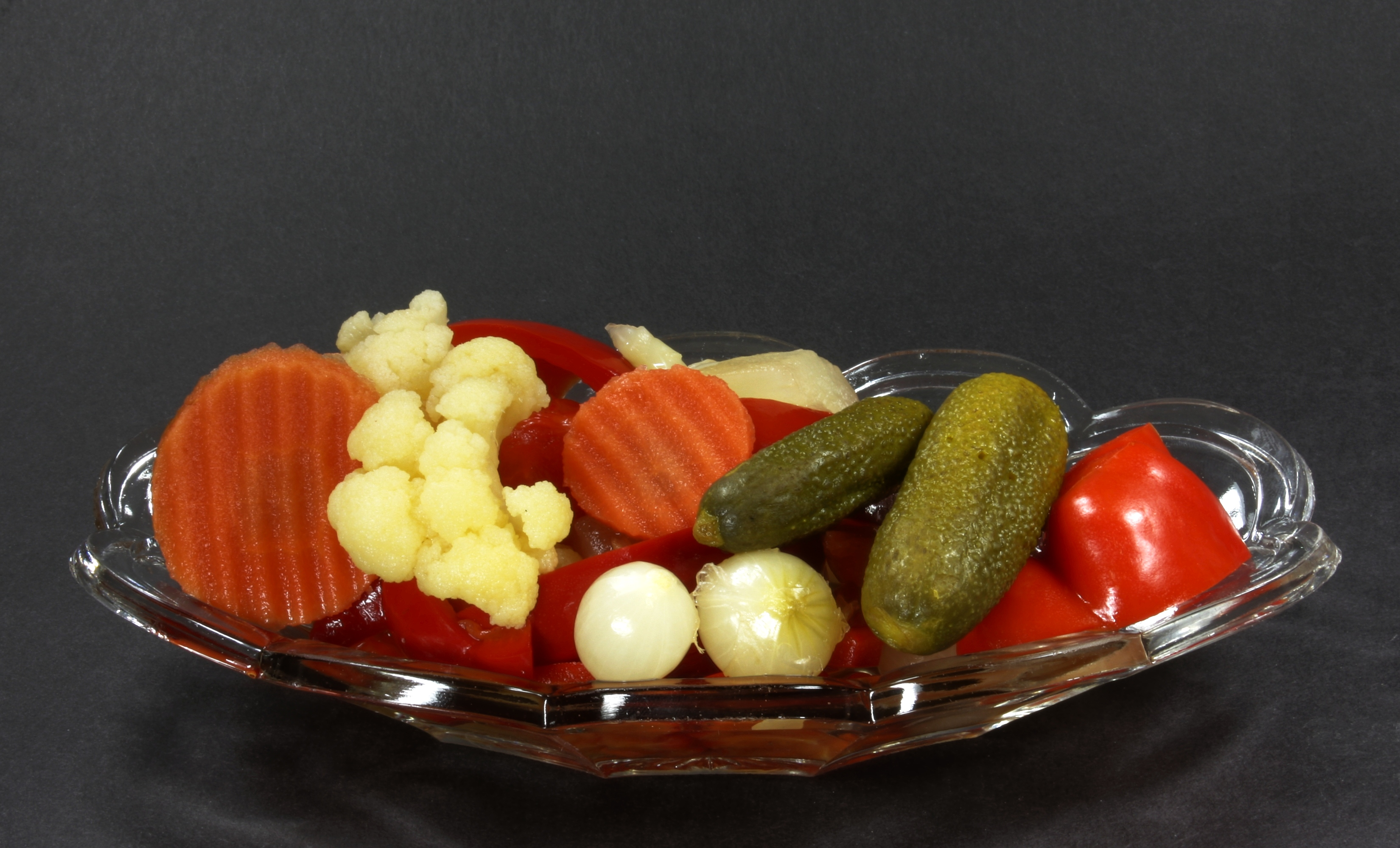
Mixed pickles

Un néologisme Quoripisel y figure composé de mixed pickels et Gerissel, selon le rêveur. Mixed pickels est un lapsus pour l'anglais mixed pickles et Gerissel est un mot dialectal pour Geriesel (bruinement).
Le son quo n'est pas expliqué par le rêveur. Une cryptanalyse doit éclairer l'origine de ce son et des séquences quori, ripi et pisel dans Quoripisel. De plus, une reconstruction exacte de la chaîne liant mixed pickels  et Gerissel est nécessaire afin de comprendre la fusion de ces mots.

### cryptanalyse
Le néologisme peut être séparé en deux: quori-pisel et doit être mis alors en correspondence avec les données mixed pickels et Gerissel/Geriesel. La séquence quori se trouve dans très peu de mots, entre autres en anglais liquorice (=réglisse). Maintenant Pisel sort directement de deux données. Si mixed Gerissel produit une anagramme (mixed) de Gerissel, alors Quoripisel résulte simplement de:
- Pi-ckel + Ger-iesel → Pisel
- Mixed Gerissel → réglisse = liquorice → quori

Il reste encore à montrer pourquoi le rêveur a sauté les deux syllabes li  et ce de li-quori-ce.

### Giessler
Un autre anagramme de Gerissel est le nom Giessler. À la première page de la monographie, ce nom est mentionné par Kraepelin. Giessler a écrit en 1890 Aus den Tiefen des Traumlebens.

### Alice Lehmann

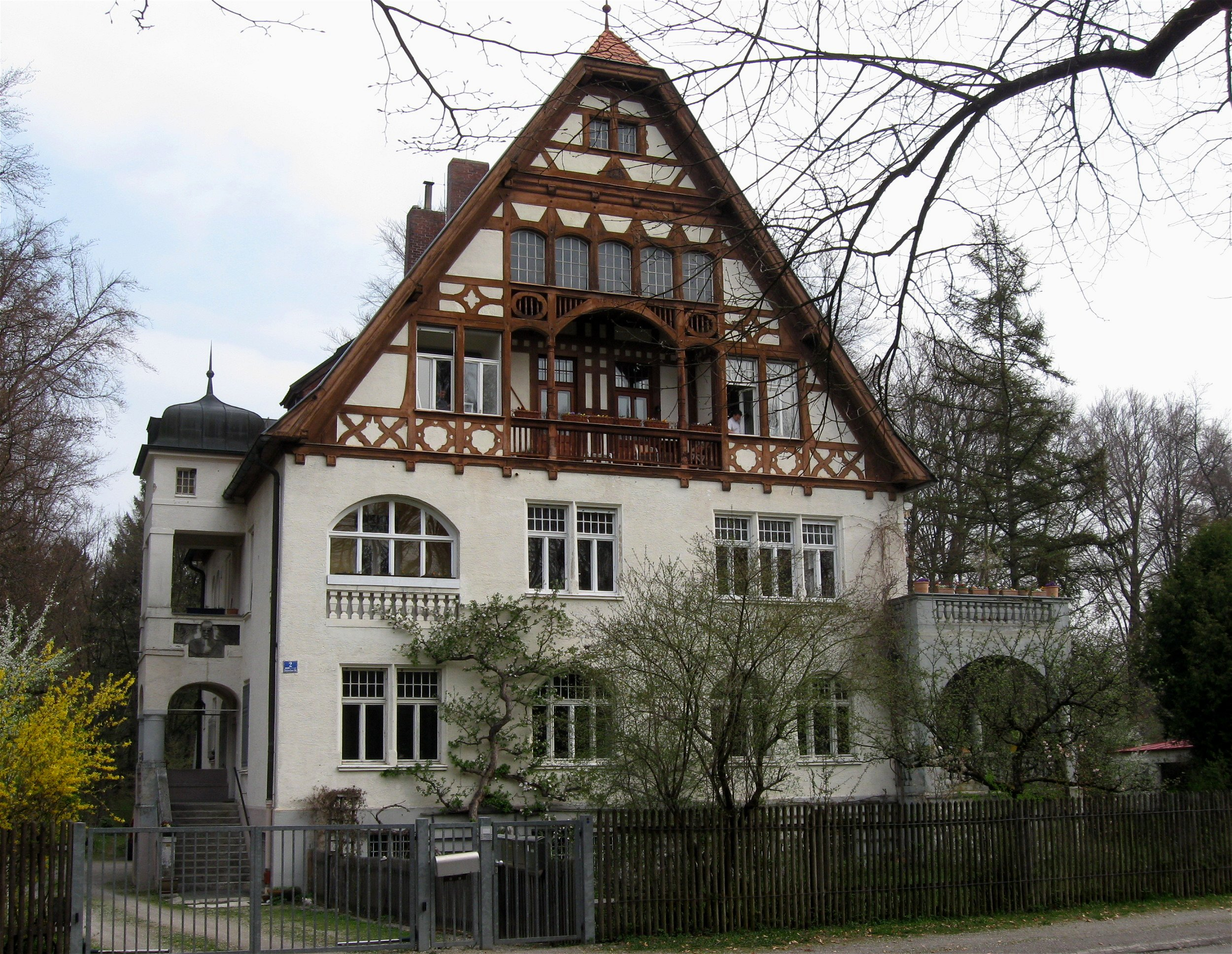
la villa de l'éditeur Julius Friedrich Lehmann

Le rêveur a sauté li  et ce pour obtenir quori. Par un rébus, le mot mixed se transforme en a-lice, c'est-à-dire: sans lice.
mixed → m ix ed → mass X éditeur → Mass X Lehmann → Alice → a lice → sans lice.
Donc en total mixed Gerissel produit Quori.
Julius Lehmann était un éditeur à Munich, bien connu par Kraepelin. Une autre Lehmann, Alice Lehmann, était mariée (symbole X) avec monsieur Mass selon Kraepelin. Le rêveur n'est donc personne d'autre que Kraepelin lui-même.
Dans la villa de l'éditeur Lehmann, des putschistes, commandés par Hess, ont séquestré des ôtages pendant un jour.

## Les troubles fondamentaux
Kraepelin a remarqué, que dans le langage de rêve, les noms propres (noms de personnes, noms géographiques etc.) sont particulièrement fréquents. Il considère qu'un des troubles fondamentaux dans le langage de rêve est le retrait de la pensée abstraite (Allgemeinvorstellungen), parce que le rêve entraîne une distraction de l'attention, nécessaire pour la pensée abstraite. Par contre, il observe une croissance des idées individuelles (Individualvorstellungen), en autres termes une tendance à exprimer les pensées en termes concrets.
Le deuxième trouble fondamental selon Kraepelin est un fonctionnement diminué de l'aire de Wernicke. Ce trouble fondamental a attiré l'attention de Roman Jakobson, qui commente le langage de rêve de Kraepelin et donne lui-même un exemple de langage de rêve.

### Langage de rêve de Jakobson

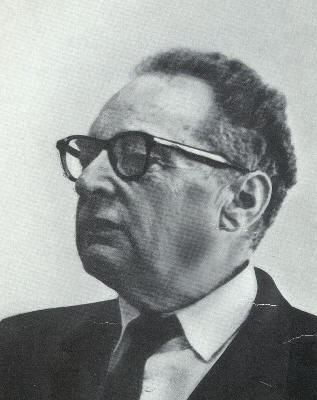
Roman Ossipovitch Jakobson

Dans le rêve de Jakobson, le mot tchèque zemřel (mort) se transforme en seme: selon Jakobson, due à la disparition des liquides l et r. Jakobson veut montrer avec cet exemple, que dans le sommeil profond l'aire de Broca ne fonctionne plus parfaitement. Ce serait un contre-exemple de la thèse de Kraepelin que seulement l'aire de Wernicke est atteinte dans le langage de rêve.
Mais l'explication de Jakobson présuppose, que le mot seme est issu directement de zemřel sans associations intermédiaires et que seme ne comporte pas un sens lié indirectement avec zemřel. Jakobson, ayant lu la monographie de Kraepelin, doit savoir que seme figure déjà dans le rêve 49, où par-seme-nie est censé être russe pour 'quelques semaines'. De plus, le ř-tchèque se trouve dans le nom de la ville de Příbram, figurant dans le rêve 113.
Ces deux observations pourraient aider à reconstruire la chaîne associative menant de zemřel à seme et ainsi infirmer l'explication de Jakobson.

### Schizophrénie
L'aire de Wernicke fait part du gyrus temporal supérieur (GTS). Ce gyrus est une des aires responsables pour des troubles de langage des schizophrènes. En utilisant la technique de l'imagerie par résonance magnétique on a montré que chez les schizophrènes – comparés avec les non-schizophrènes – le GTS dans l'hémisphère droit reçoit plus de sang que le GTS de l'hémisphère gauche durant des tests de langage.

### Le nom propre
Vu que le nom Emil forme une des clés du langage de rêve, on notera, que déjà Darwin a observé en 1877 une connexion du nom propre et du stade du miroir: I may add that when a few days under nine months old he [a child] associated his own name with his image in the looking-glass, and when called by name would turn towards the glass even when at some distance from it.

## Un cas similaire: la glossolalie d'Hélène Smith
Théodore Flournoy (1854-1920), psychologue suisse et contemporain de Kraepelin, a publié en 1900 un cas de trouble de langage similaire au langage de rêve: la glossolalie de la médium spirite Hélène Smith. Victor Henry a étudié ce langage et publié un livre en 1901 avec le titre: le langage martien. Les résultats d'Henry ont été vivement critiqués par Ferdinand de Saussure, consulté par son concitoyen Flournoy. De Saussure lui-même pensait qu'un remplacement complètement arbitraire de mots français (la langue maternelle d'Hélène Smith) par des mots de la glossolalie aurait eu lieu. Roman Jakobson déclare: The conclusions of both linguists remained surprisingly indecisive. Cependant, des recherches récentes montrent qu'un code, basé sur des noms propres, régit la glossolalie. La mort subite de la petite sœur Marie de la médium joue un rôle dans les visions de la planète Mars. Le livre de Flournoy fut traduit en allemand en 1914 sous le titre Die Seherin von Genf et était donc dès lors accessible à Kraepelin et ses filles (Toni, Eva, Ina, Hanna).

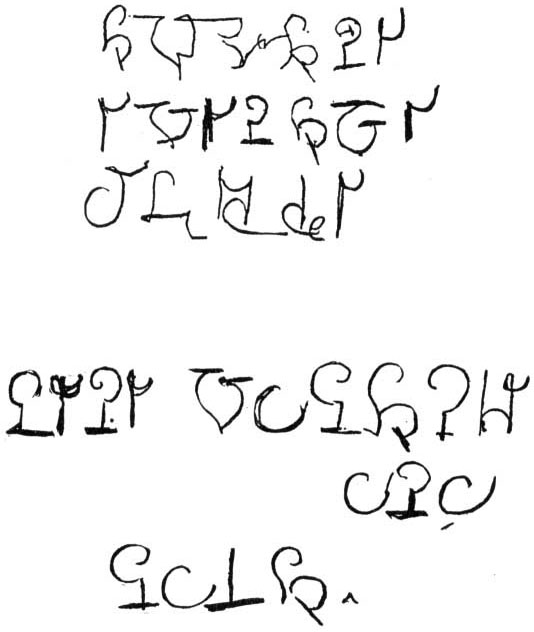
Texte en martien (séance du 22 août 1897)

Le martien a été traduit mot par mot en français par un esprit (bilingue) nommé Ésenale. Henry cherche à comprendre la genèse du martien en rapprochant chaque mot martien à un mot trouvé dans un vocabulaire français, allemand, anglais, hongrois ou sanscrit. Ce mot doit à peu près avoir un sens analogue au mot français donné par Ésenale.
Henry (et de Saussure) ne se rend pas compte qu'au lieu d'approximer il faut premièrement essayer de trouver le mot exact et le lier par une chaîne précise avec le mot français. De Saussure est une fois d'accord avec Henry quand celui-ci pense que le hongrois iromany (=un écrit) est un bon rapprochement au mot martien manir (signifiant 'écriture'). Mais manir sonne exactement comme l'allemand Manier (=manière) et une des définitions du mot 'écriture' est : manière particulière d'écrire. Dans le contexte, la médium annonce que bientôt elle pourra 'tracer' le martien.
De même il ne faut pas rapprocher le mot udani (=songe) à un mot hongrois uladni (=dormir) mais trouver le verbe udani, signifiant en sanskrit 'lever', et ensuite reconstruire la chaîne menant de 'songe' vers un synonyme de 'lever'.
Une explication d'Henry montre qu'il n'a pas vraiment lu l'ouvrage de Flournoy. Il partage le nom de l'esprit Ésenale en Esel et 'âne' et, vu qu'il sait que le vrai nom de cet esprit est Alexis, il lie les deux ânes avec un mot hongrois scasci (petit âne). Selon Henry, pour Hélène scacsi aurait été un rapprochement au nom Alexis. Henry ne sait pas utiliser le contexte: l'alexandrin où le nom Ésenale apparait pour la première fois.

### Une énigme pour de Saussure

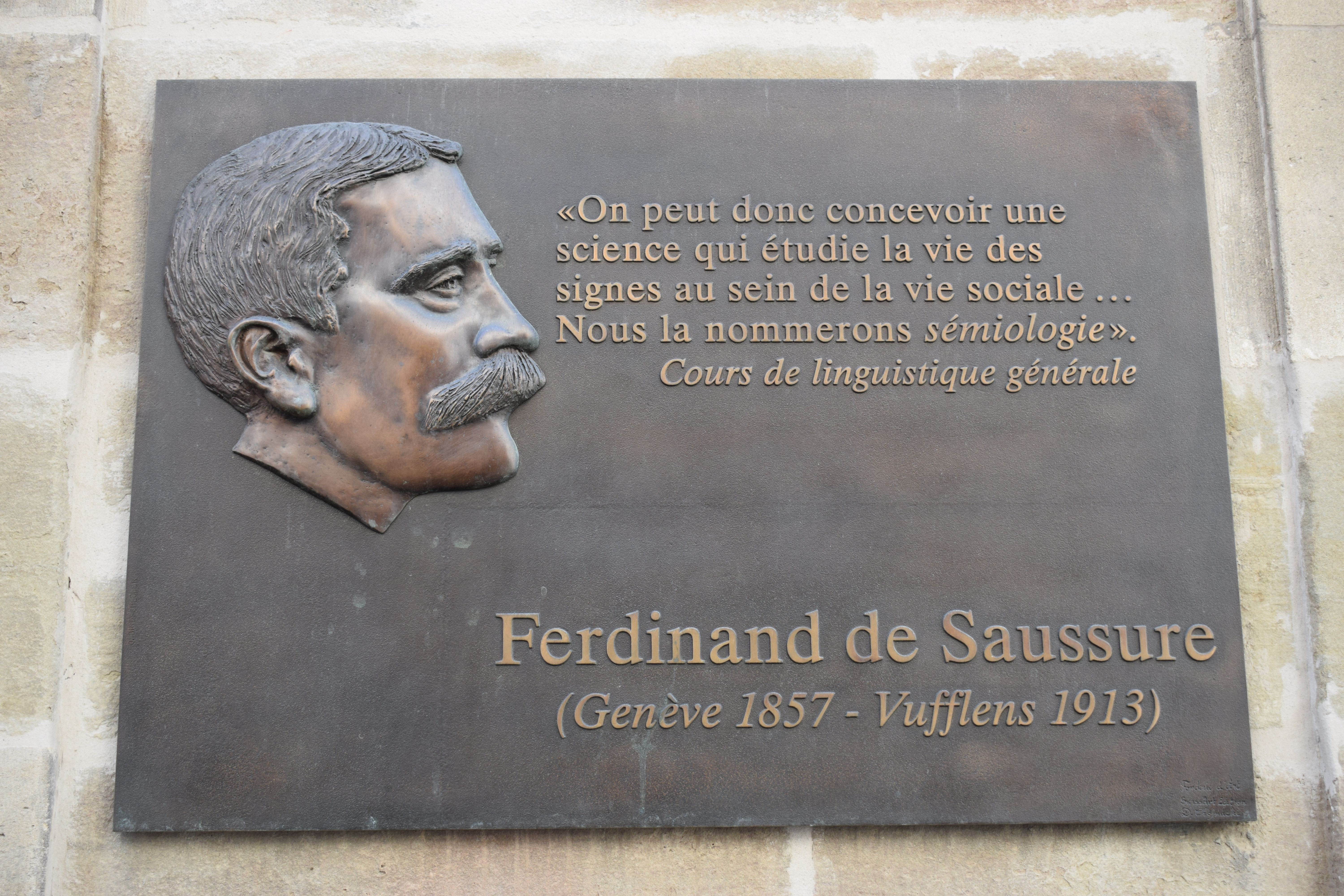
Plaque avec une citation de Ferdinand de Saussure, dans la Vieille-Ville de Genève.

Pendant la séance du 20 juin 1897 la médium appelle son illustre visiteur par le nom Miousa. C'est une exquise opportunité pour de Saussure et Flournoy d'étudier la formation d'un nouveau nom. Ils n'ont pas porté attention à l'énigme et Henry non plus.
Quels signifiants se cachent dans Miousa? Et pourquoi ces signifiants fusionnent-ils? Quels signifiants pertinents se cachent dans le nom de Saussure? Et comment sont-ils liés avec le nom Miousa? Enfin, quel est le rôle du vrai nom de la médium Catherine-Élise Müller  dans la formation de Miousa?

## Langage de rêve et langage martien
Dans les paraphasies du langage de rêve des néologismes sont fréquents et, dans le langage martien, ils abondent. Est-ce que Kraepelin s'est intéressé au langage martien d'Hélène Smith? Son rêve du 28 novembre 1922 en témoigne. Ce rêve tombe exactement 25 ans après la séance du 28 novembre 1897 avec la médium. En 1897 elle utilise pout la première et unique fois un néologisme udanix pour 'songes' et cela dans une frase 'soleil de mes songes'.

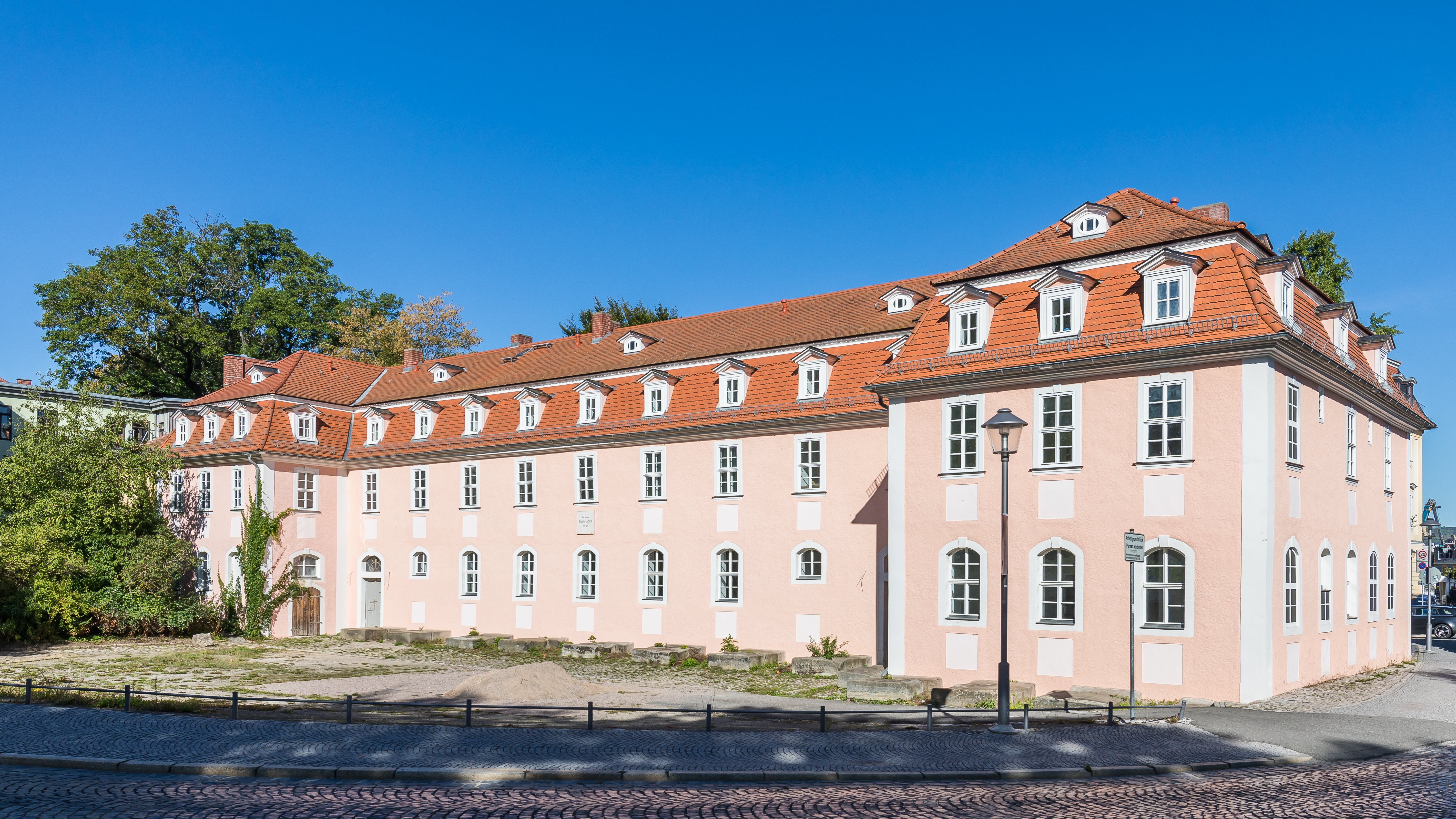
La maison à Weimar, où Charlotte von Stein vivait de 1777 à 1827.

 Le langage de rêve du 28 XI 1922 a pour thème la crainte d'un changement de personnalité. Le mot 'personnalité' apparait déjà dans la monographie quand Kraepelin parle dans le rêve 184 sur la personnalité de Goethe. Ce rêve fait partie de la section sur les ellipses (numéros: 183-192), qui se termine avec le rêve sur Charlotte von Stein, l'amie de Goethe. Celle-ci était mentionnée par Goethe dans son journal avec le signe astrologique du soleil.
Le même signe était utilisé dans la langue ancienne des Égyptiens. Le nom du pharaon Ramses, commençant avec le son ra, était écrit avec le signe du soleil. On notera que le 4 novembre 1922, 3 semaines avant le rêve de Kraepelin, Howard Carter avait en fin découvert le tombeau de Toutânkhamon, juste à côté du tombeau de Ramses VI.
Le mot Persönlichkeit, maintenant accompagné de l'adjectif rauhbeinig (grossier), figure aussi dans le rêve de Kraepelin du 14 juin 1921. Dans une lettre il appèle Fritz Schaudinn, qui découvrit le tréponème de la syphilis, un peu rauhbeinig. Le nom Schaudinn et le néologisme udanix d'Hélène Smith sont liés par l'anagramme udannichs, qui sonne en allemand comme udannix.

## Langagederêve et langagedurêve
Le langage de rêve joue à première vue un rôle marginal dans la théorie des rêves visuels. Cependant la connexion du rêve et du langage est bien illustrée par la remarque, souvent citée, de David Foulkes: "However visual dreaming may seem, it may be planned and regulated by the human speech production system.". Alors on peut appliquer la théorie du langage de rêve pour mieux comprendre les rêves visuels et, par conséquent, le nom propre, clé du langage de rêve, parfois explique le langage du rêve.

### Sigmund - segment - sex
Un exemple important est le rêve de la dissection de son corps par Freud lui-même. Ici le mot 'section' est aussi important que l'image de la section. 'Segment', mot de code lié à la clé Sigmund, est dérivé du latin secare, comme 'section' et 'sex'. Freud ne veut pas parler de son secret intime, qui est pourtant bien évident : la triade Sigmund - segment - sex .
| Freud (1910) à Jung | Mein lieber Jung, versprechen Sie mir, nie die Sexualtheorie aufzugeben. Das ist das Allerwesentlichste. Sehen Sie, wir müssen daraus ein Dogma machen, ein unerschütterliches Bollwerk. |

### Wolfgang P-aul-i

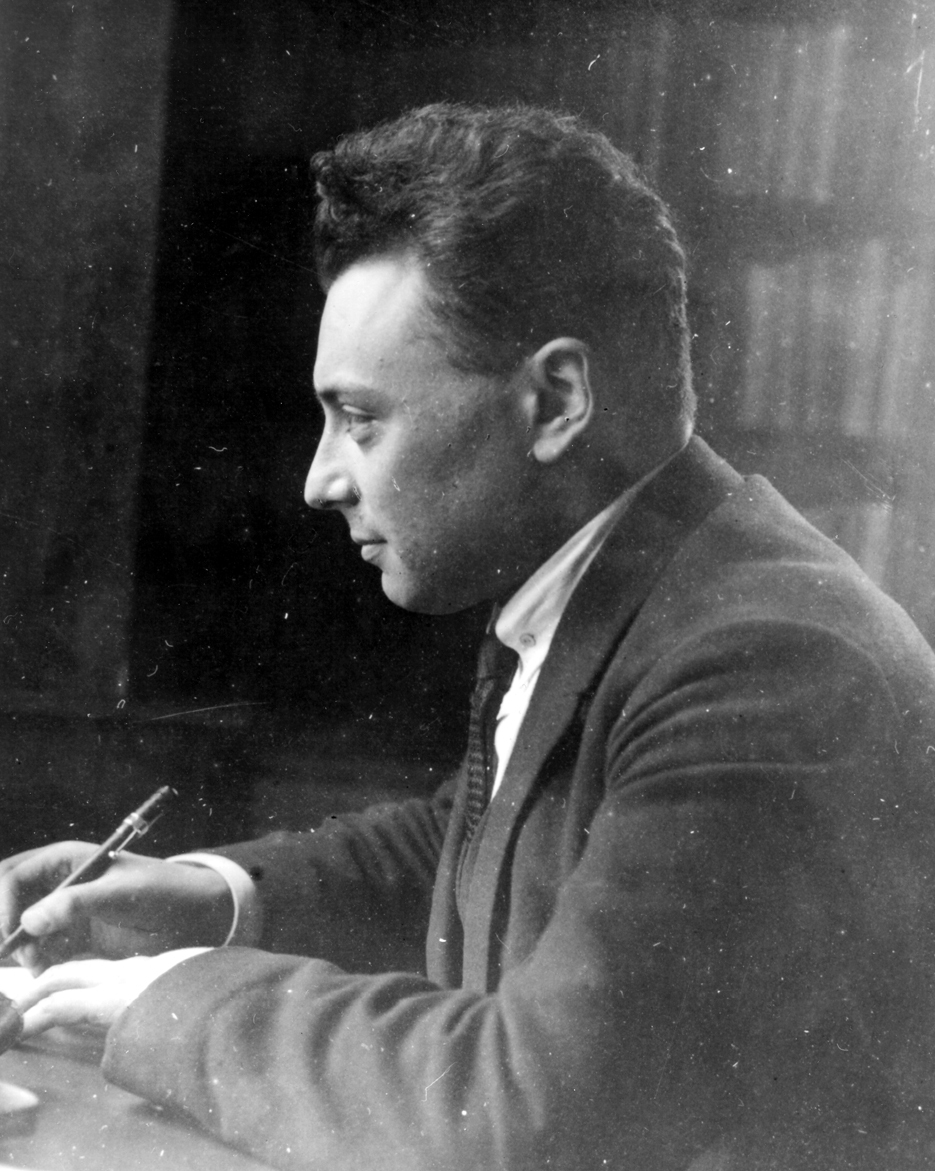
Wolfgang Pauli en 1924

Un autre exemple se trouve dans le rêve des quatre œufs de Wolfgang Pauli. Le nom de Pauli, physicien et Prix Nobel, est lié avec le principe d'exclusion, qu'il a formulé en 1925. Dans quatre scènes du rêve qu'il a raconté à Carl Gustav Jung son nom Pauli et le principe sont décelables.
Dans la première scène une femme et un oiseau apparaissent. Le nom Pauli inclut un oiseau, le hibou, en anglais owl, sonnant comme l'allemand aul. Dans la deuxième scène l'oiseau pond un œuf: Ei en allemand, ce qui sonne comme la lettre i en anglais. Une formule mathématique apparait dans la sixième scène : c'est la formule d'Euler, un nom débutant avec Eule (hibou). Dans la septième et dernière scène Pauli voit un cercle. Le cercle renvoie à la lettre pi, lié en mathématique avec le périmètre d'un cercle. Somme toute, dans le nom Pauli pi inclut aul.

## Noam Avram Chomsky et le rêve 204

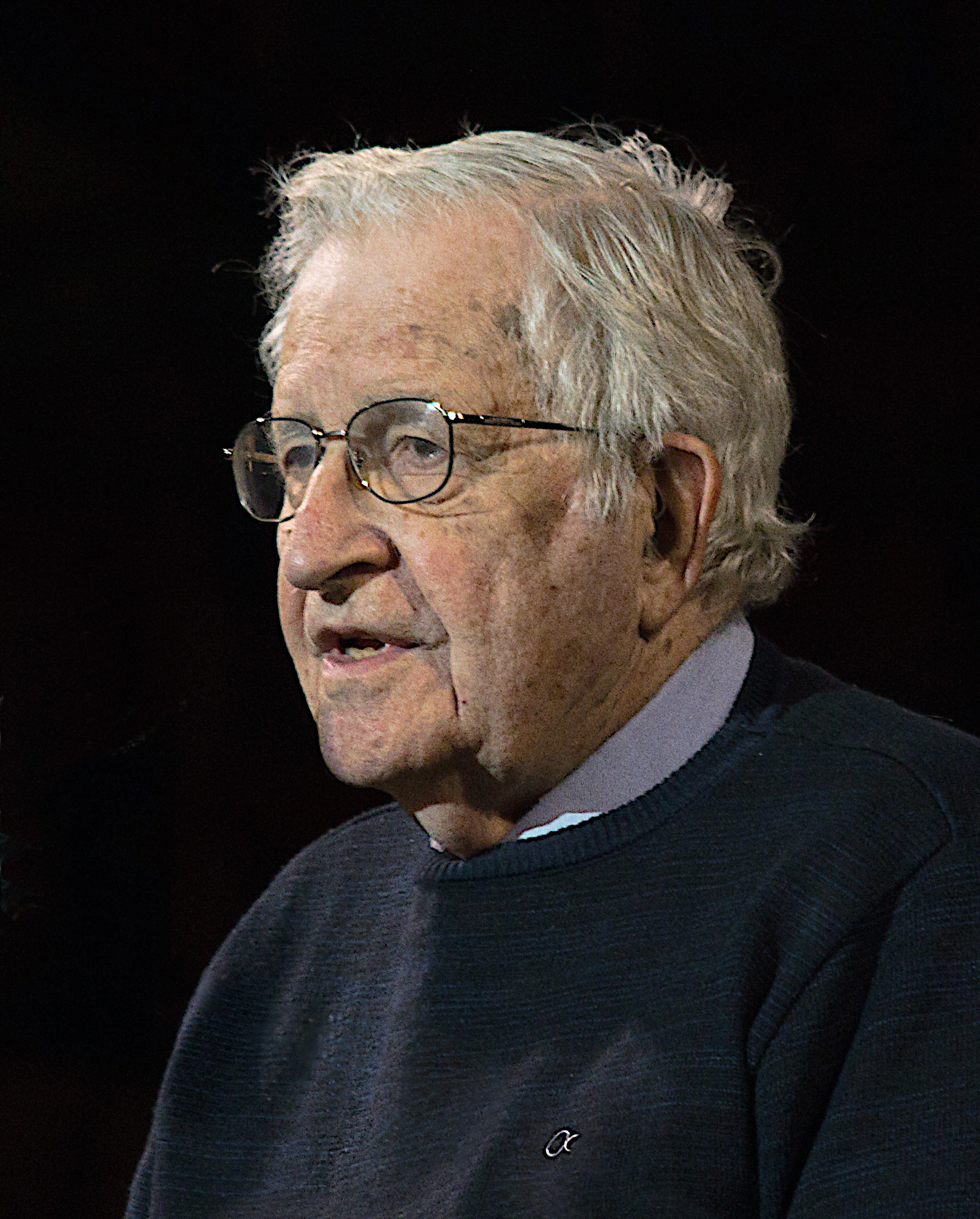
Noam Chomsky en 2017

Le linguiste Noam Chomsky a sans doute lu l'ouvrage de Jakobson sur le langage enfantin et l'aphasie. Grâce à l'appui de Jakobson, Chomsky est devenu professeur associé au Massachusetts Institute of Technology en 1955. En 1957, Chomsky invente la phrase Colorless green ideas sleep furiously comme exemple d'une phrase absurde mais grammaticalement correcte. Jakobson a tenté en 1959 de donner un sens à cette phrase. Aussi le langage de rêve peut aider à éclairer la genèse de la phrase, si l'on suppose que Chomsky a lu la monographie de Kraepelin.
Kraepelin a donné un exemple d'un agrammatisme qui mérite d'être étudié en relation avec la phrase de Chomsky. Dans le rêve 204, Sinn bunter sechstes signifie sechster Sinn der Pflanzen. Dans le rêve, le sixième sens est transformé en un agrammatisme tandis que la phrase de Chomsky est un nonsens grammatical. L'adjectif bunt (= panaché) contraste avec colorless de Chomsky. Le verbe sleep est associé à 'rêver'. Ce sont que des analogies superficielles. Mais dans ses associations Kraepelin mentionne encore deux noms: Panschow et Pansch et parle du système vestibulaire des poissons en comparant les plantes et les animaux. Un anatomiste Panschow aurait utilisé déjà l'expression Sinn bunter sechstes, selon Kraepelin.
En effet Adolf Pansch, au lieu de Panschow, est le nom d'un anatomiste allemand. Puisque Kraepelin parle de poissons et de deux noms Panschow et Pansch, on peut penser à un nom de poisson, l'espagnol pancho (jeune brème de mer).
Au milieu de la phrase de Chomsky, le mot ideas contient aussi un poisson: l'Ide mélanote. Le début du mot américain ide sonne comme le début de ideas. On appelle ce poisson aussi l'orfe. L'orfe fut présentée à l'Exposition de pisciculture de Paris en décembre 1928. On notera que Chomsky naquît le 7 décembre 1928. Le poisson pancho (de Kraepelin) et l'orfe (de Chomsky) sont liés par le mot latin orphus (brème de mer).
l'Hypothèse d'une liaison de la phrase de Chomsky et du rêve 204 mérite donc d'être étudiée.

## Application: la schizophrénie d'Elyn R. Saks
l'Américaine Elyn Ronna Saks a écrit un best seller (The Center Cannot Hold) sur ses psychoses qui sont accompagnées par des troubles du langage et de la pensée. Malheureusement, ses psychiatres ne savent réagir à ces troubles, que par des interprétations superficielles ou par l'administration d'antipsychotiques.
La théorie de Kraepelin a montré l'importance des noms propres. Un exemple montre comment appliquer cette théorie.
À cause d'un memo jugé generally very good par Bob Cover, son professeur, Elyn Saks devient psychotique parce que very good n'est pas excellent. Ce qui entraine une opposition entre le professeur et Saks. Le soir, elle souffre déjà de troubles de la pensée. Le lendemain, la conversation suivante  se déroule entre Elyn, en plein psychose, et son psychanaliste:
- PSY: How's everything going today, Elyn?
- ES: Two and the division of time.
- PSY: Can you tell me what you mean?
- ES: No.

Le psychanaliste propose alors un nouveau antipsychotique.

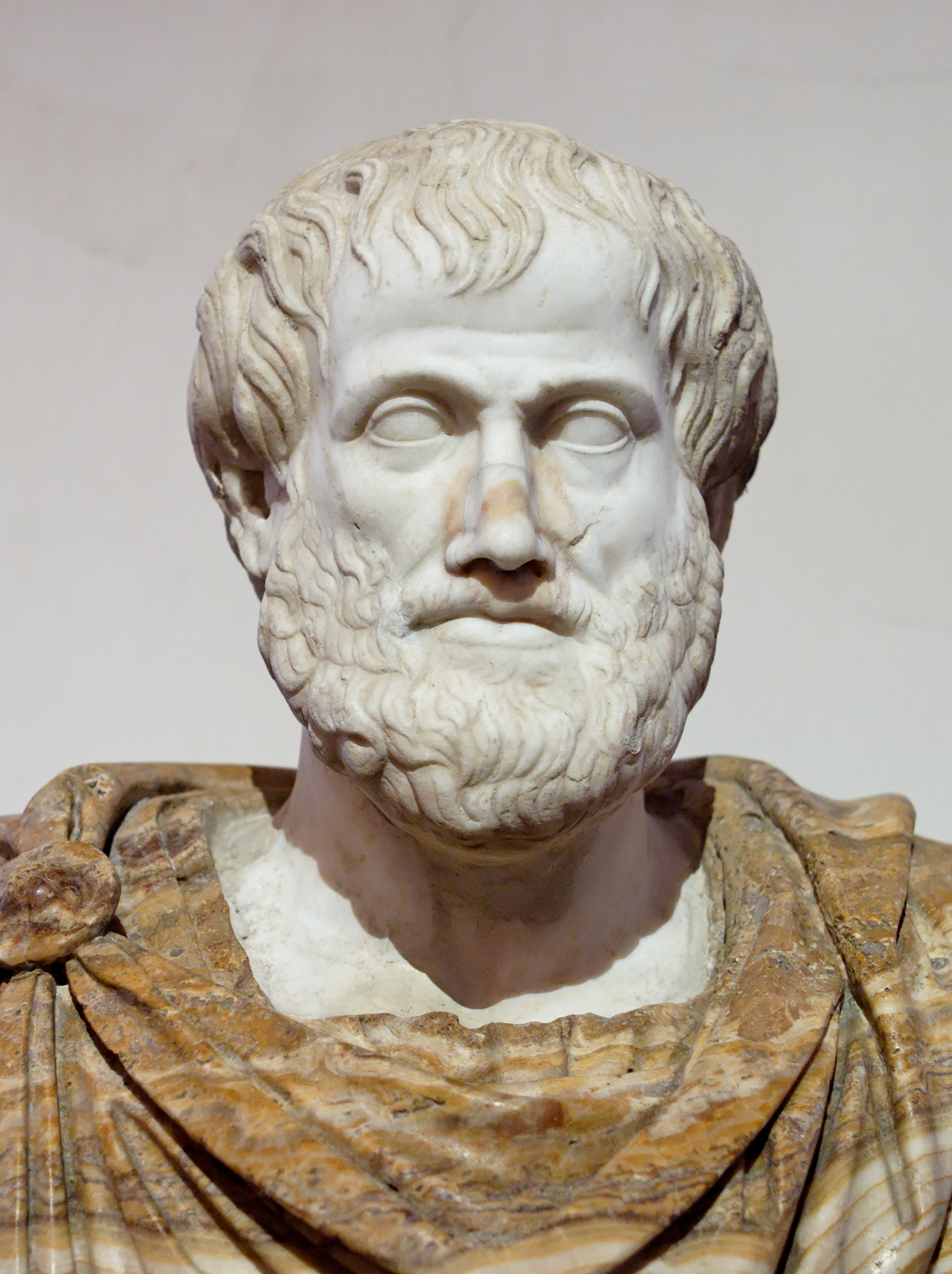
Aristote, le père de la logique.

Cependant, la réponse de Saks two and the division of time est une forme logique (deux termes liés par and) avec la solution: second (deuxième et division de temps). Une forme logique se trouve aussi dans le prénom Bob: B o B en espagnol signifie B ou B. La lettre B sert aussi en anglais pour indiquer une note academique. Encore ce mot second derrière la lettre B. La petite conversation est donc liée au début de la psychose: le jugement de Bob Cover.
Le prénom Elyn est aussi une forme logique (encore en espagnol): El y n (il et n). Enfin, le deuxième prénom Ronna écrit à l'envers an-nor contient une négation an et un connectif, présent dans une forme logique comme P nor Q.
On peut suivre maintenant les manifestations de la psychose de Saks, qui commence avec la question, qu'elle pose à un camerade de classe: what year is it?. La réponse classique (non donnée) serait: anno .., un mot compris dans le deuxième prénom. Alors Saks constate qu'un livre de droit ne contient pas de no's. Traduit partiellement en grec no no donne an no. An no est encore une forme logique: la négation. Àpres, elle commence à réciter Aristote en grec. Ce philosophe est le père de la logique.

### Un rêve de Saks
Lorsqu'elle étudiait la philosophie à l'université d'Oxford, Saks rêva de balles de golf, qu'elle avait fait de fœtus. Toute interprétation de ce rêve dépend de l'analyse préalable du processus associatif, menant aux balles de golf, dans l'esprit de Saks rêvante. Ce processus devient clair quand on tient compte de la schizophasie de Saks et du récit exact du rêve: I was making golf balls out of fetuses.
- To make, en français 'faire', mène à l'homophone 'fer' avec le symbole chimique Fe.
- L'anglais fetus consiste en deux syllabes Fe et tus, qui par un seul terme intermédiaire renvoient aux outils de golf.
- Fe= iron = golf club.
- tus= incense[72]= tee[73]. Le tee est le support d'une balle de golf au début du jeu.
- La balle de golf  lie le club et le tee.

Toute allusion au processus intermédiaire manque dans l'interprétation psychanalytique du rêve: You want to kill babies and then make a game out of it. D'ailleurs l'interprétation eut été la même si Saks avait rêvé de ping-pong balls au lieu de golf balls.

### Littérature
- Burgmair, W. et alt. (2003). Emil Kraepelin. Briefe I: 1868-1886. München: belleville.
- Burgmair, W. et alt. (2009). Kraepelin in München II. München: belleville.
- Darwin, Ch. (1877). A biographical sketch of an infant. Mind. p. 285-294.
- Engels, Huub (2006). Emil Kraepelins Traumsprache 1908-1926.  (ISBN 978-90-6464-060-5). (langage de rêve annoté).
- Engels, Huub (2008). Understanding the glossolalia of Hélène Smith, the famous spiritist medium. Dans: J. Arveiller (dir.): Psychiatries dans l'Histoire. (p. 141-148). Caen: PUC.
- Engels, Huub (2009). Emil Kraepelins Traumsprache: erklären und verstehen. In Dietrich von Engelhardt und Horst-Jürgen Gerigk (ed.). Karl Jaspers im Schnittpunkt von Zeitgeschichte, Psychopathologie. Literatur und Film. p. 331-34.  (ISBN 978-3-86809-018-5) Heidelberg: Mattes Verlag.
- Flournoy, Th. (1900). Des Indes à la planète Mars: étude sur un cas de somnambulisme avec glossolalie. Paris: Alcan.
- Heynick, F. (1993). Language and its disturbances in dreams: the pioneering work of Freud and Kraepelin updated. New York Wiley. (contient une traduction en anglais de la monographie de Kraepelin).
- Jakobson, R. & Halle, M. (1956). Fundamentals of language. The Hague: Mouton.
- Jakobson, R. (1971). Kindersprache, Aphasie und allgemeine Lautgesetze. In Roman Jakobson's Selected Writings I Phonological Studies. p. 328-401. The Hague : Mouton.
- Kilroe, Patricia A. (2001). Verbal Aspects of Dreaming: A Preliminary Classification. Dreaming: Journal of the Association for the Study of Dreams. Vol 11(3) 105–113, septembre 2001.
- Kord, S. (1998). Charlotte von Stein. Dramen (Gesamtausgabe). Hildesheim : Gerd Olms Verlag.
- Kraepelin, E. (1906). Über Sprachstörungen im Traume. Leipzig : Engelmann.
- Kraepelin, E. (1983). Lebenserinnerungen. Berlin : Springer.
- Marvel, C. (2006). Schizophrenia and Language. Dans: K. Brown (dir.). Encyclopedia of Linguistics. Second Edition. vol. 11. (p. 14-17). Oxford: Elsevier.
- Maurer, Doris (1985). Charlotte von Stein. Ein Frauenleben der Goethezeit. Bonn: Keil Verlag.
- Saks, Elyn. (2007). The Center Cannot Hold. My Journey through Madness. New York: Hyperion.
- Yaguello, Marina. (1984). Les fous du langage.Des langues imaginaires et de leur inventeurs. Paris: Seuil.